# Marais alcalins de la vallée de la Nizonne
Le site « Marais alcalins de la vallée de la Nizonne » est une zone naturelle d'intérêt écologique, faunistique et floristique (ZNIEFF) française du département de la Dordogne, en région Nouvelle-Aquitaine.

## Situation
Dans le nord du département de la Dordogne, en partie à l'intérieur du parc naturel régional Périgord-Limousin, le site « Marais alcalins de la vallée de la Nizonne », s'étend sur 692,79 hectares, sur le territoire de huit communes (Champagne-et-Fontaine, Nanteuil-Auriac-de-Bourzac, La Rochebeaucourt-et-Argentine, Rudeau-Ladosse, Saint-Front-sur-Nizonne, Saint-Paul-Lizonne, Sainte-Croix-de-Mareuil, et Vendoire), et cinq anciennes communes (Beaussac, Champeaux-et-la-Chapelle-Pommier, Les Graulges, Puyrenier et Saint-Sulpice-de-Mareuil) intégrées à la commune nouvelle de Mareuil en Périgord depuis 2017. Comme le montre la carte du site, les communes du département de la Charente mentionnées par la fiche de l'INPN ne font que tangenter cette ZNIEFF, intégralement comprise dans le département de la Dordogne. Ces communes de Charente sont traitées dans une autre ZNIEFF de type II : « Vallées de la Nizonne, de la Tude et de la Dronne en Poitou-Charentes ».
Environ 29 % de la superficie de la ZNIEFF « Marais alcalins de la vallée de la Nizonne » se trouve sur le territoire de la commune de Vendoire, 27 % sur la commune nouvelle de Mareuil en Périgord, de 12 à 14 % sur Champagne-et-Fontaine et La Rochebeaucourt-et-Argentine, 10 % sur Rudeau-Ladosse, 5 % sur Saint-Paul-Lizonne, 3 % sur Nanteuil-Auriac-de-Bourzac, et moins de 1 % sur Saint-Front-sur-Nizonne et Sainte-Croix-de-Mareuil.
La zone s'étage entre 70 et 160 mètres d'altitude sur le cours de la Nizonne (ou Lizonne) en une dizaine de sites disjoints, depuis le territoire de Saint-Front-sur-Nizonne jusqu'à celui de Saint-Paul-Lizonne, ainsi que de la partie aval de son affluent, le ruisseau de Beaussac (sur le dernier kilomètre). La seule commune totalement absente de ce parcours est celle de Bouteilles-Saint-Sébastien.

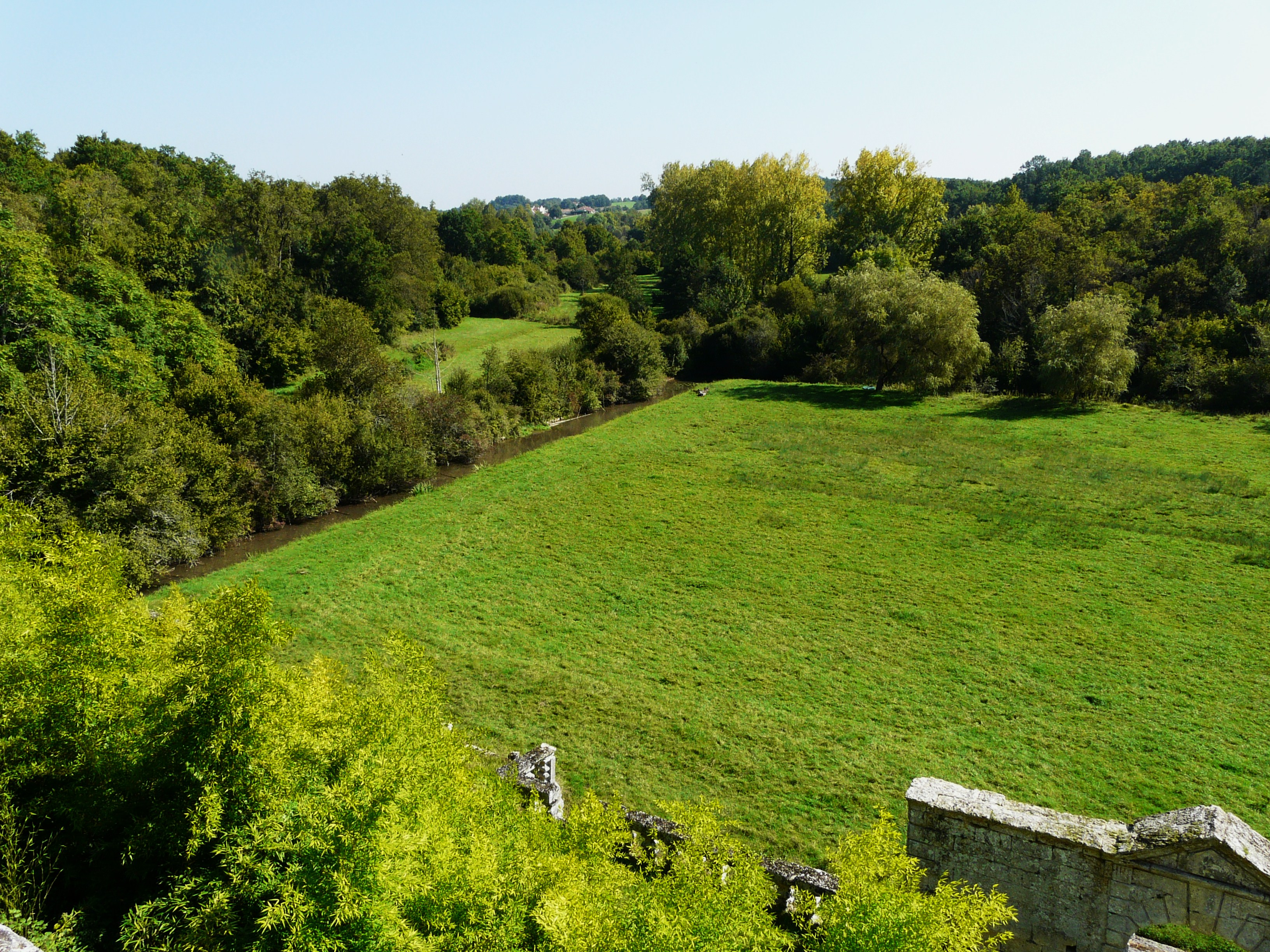
Autour du parc du château des Bernardières, la Nizonne forme un carré.
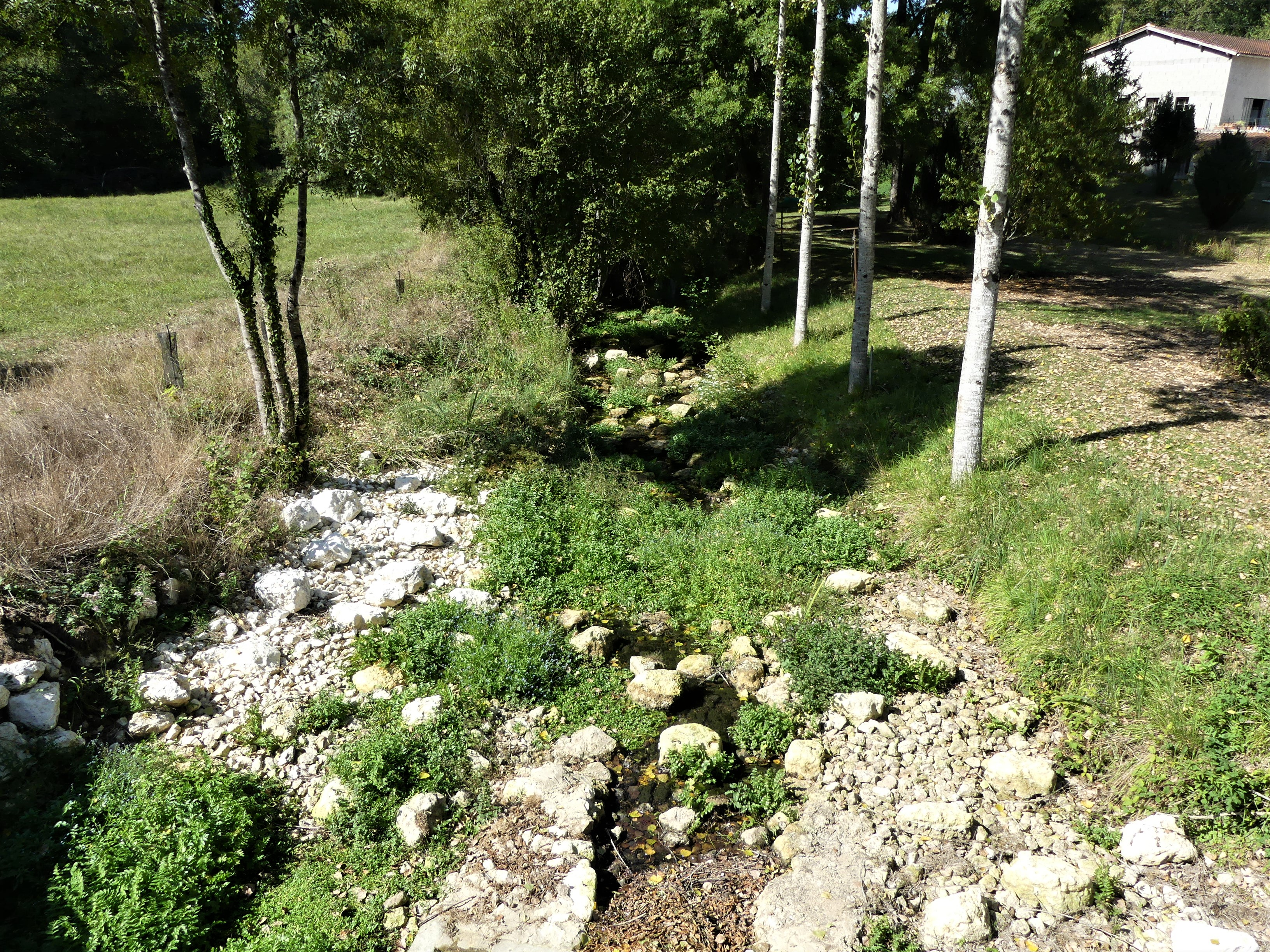
La Nizonne presque à sec en contrebas de Rudeau-Ladosse.
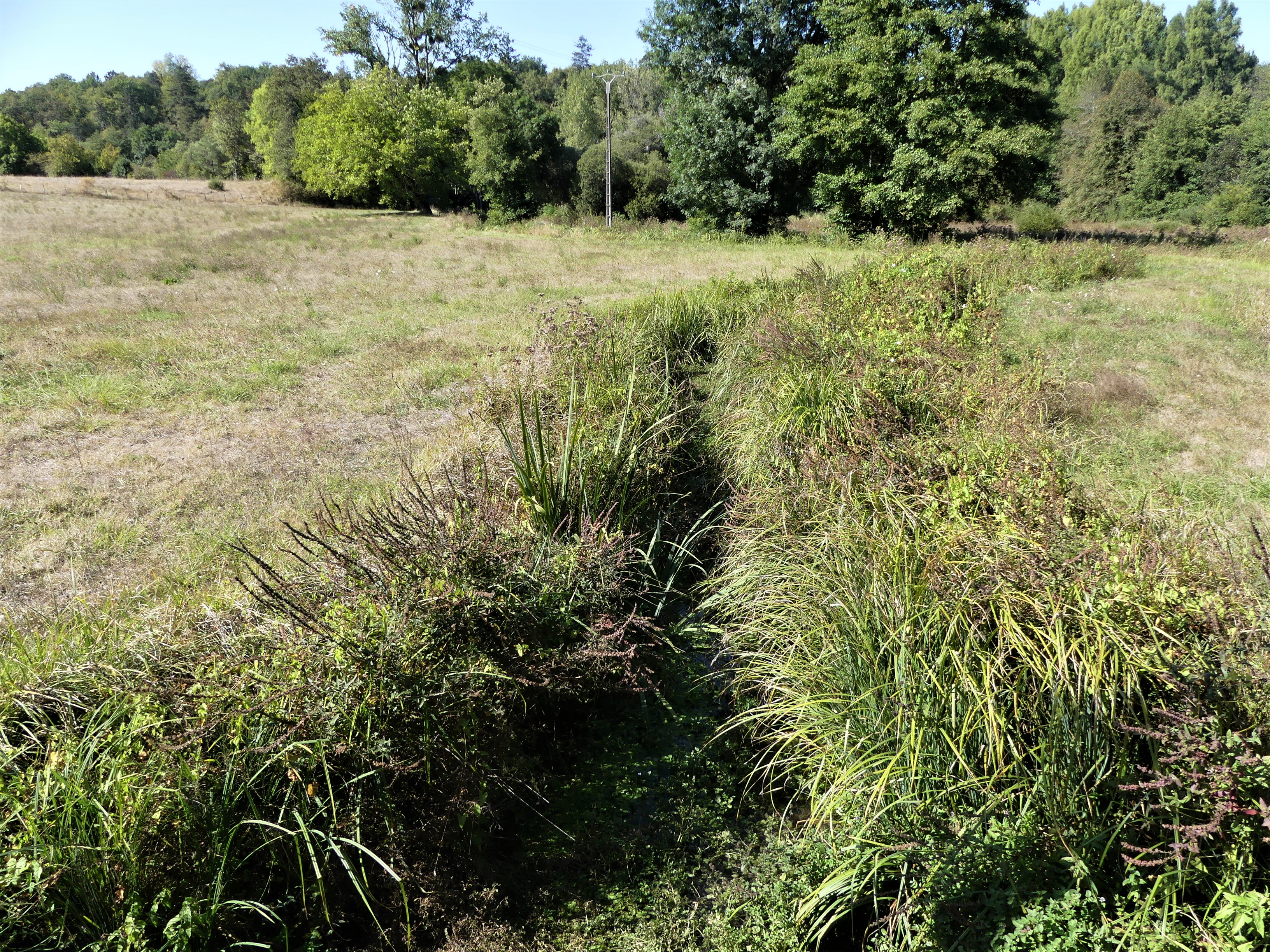
La branche sud de la Nizonne au pont de la Rousselière, entre Mareuil en Périgord (ancienne commune de Saint-Sulpice-de-Mareuil) et Rudeau-Ladosse.
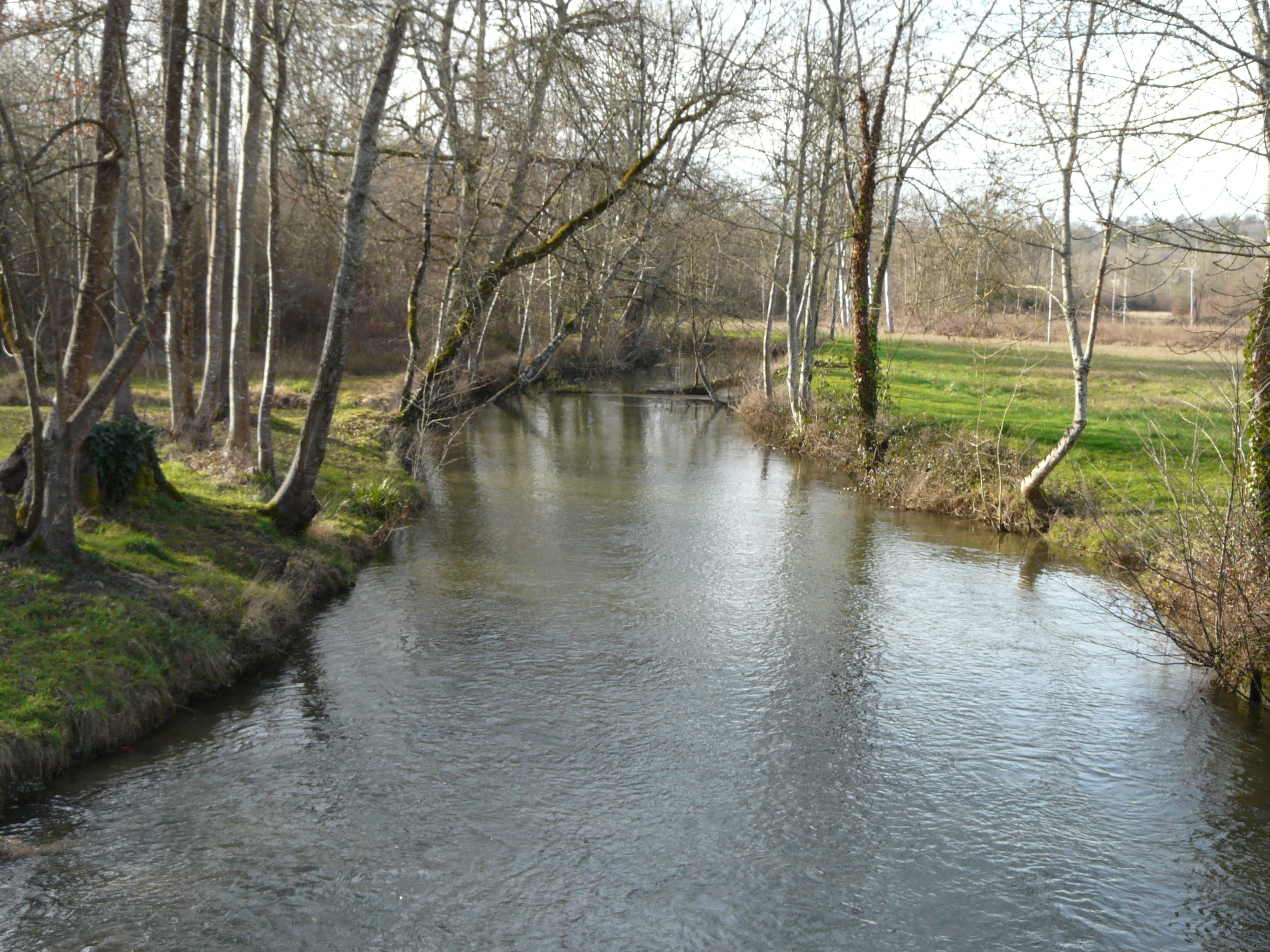
La Nizonne en limite de La Rochebeaucourt-et-Argentine (Dordogne) et Combiers (Charente).
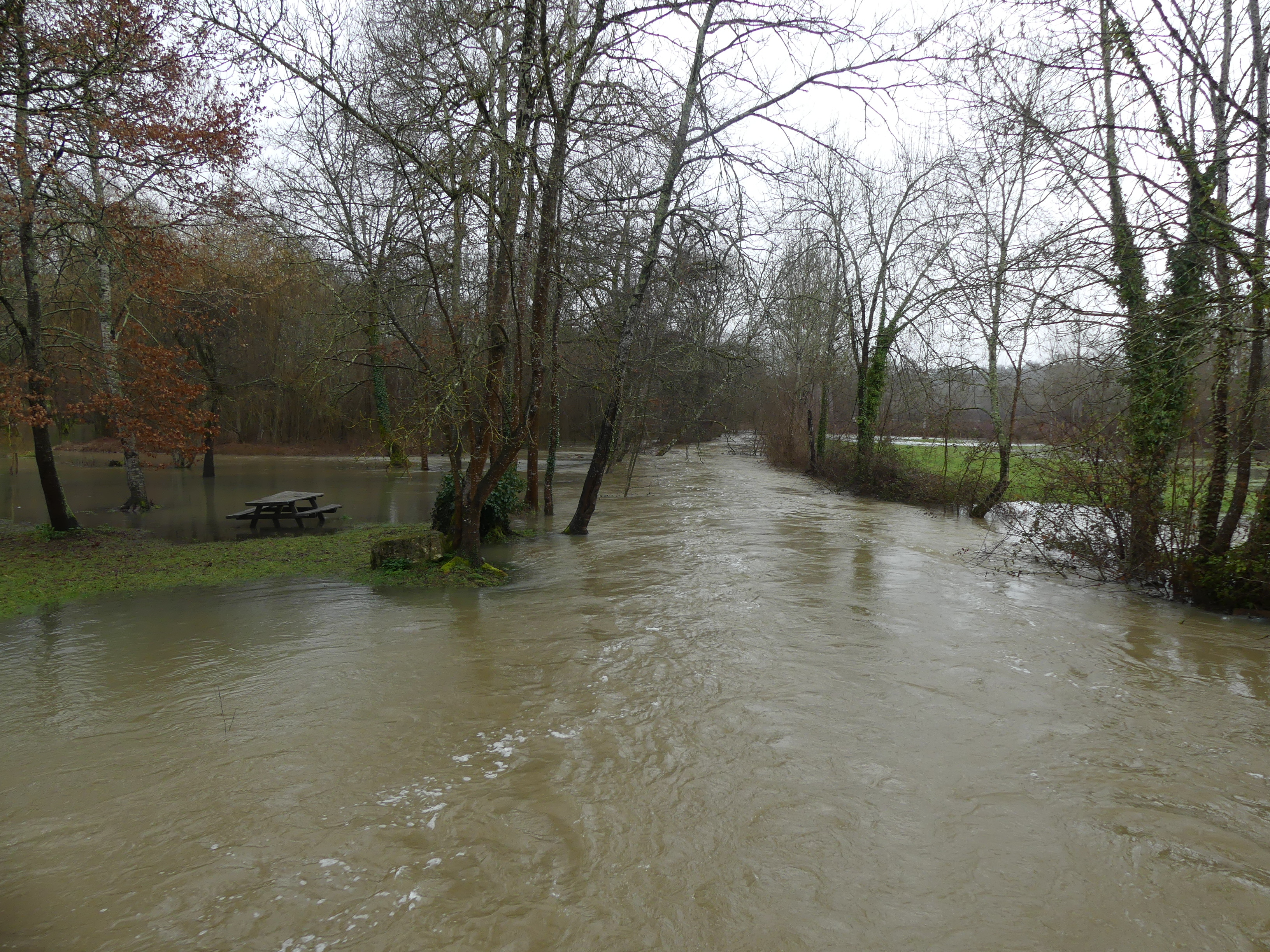
Le même endroit en période de crue.

## Description
Le site « Marais alcalins de la vallée de la Nizonne » est une zone naturelle d'intérêt écologique, faunistique et floristique (ZNIEFF) de type I, c'est-à-dire qu'elle est de superficie réduite, avec des espaces homogènes d’un point de vue écologique et qu'elle abrite au moins une espèce et/ou un habitat rares ou menacés, d'intérêt aussi bien local que régional, national ou communautaire.
Des recensements y ont été effectués aux niveaux faunistique et floristique depuis 1987 jusqu’en 2015.

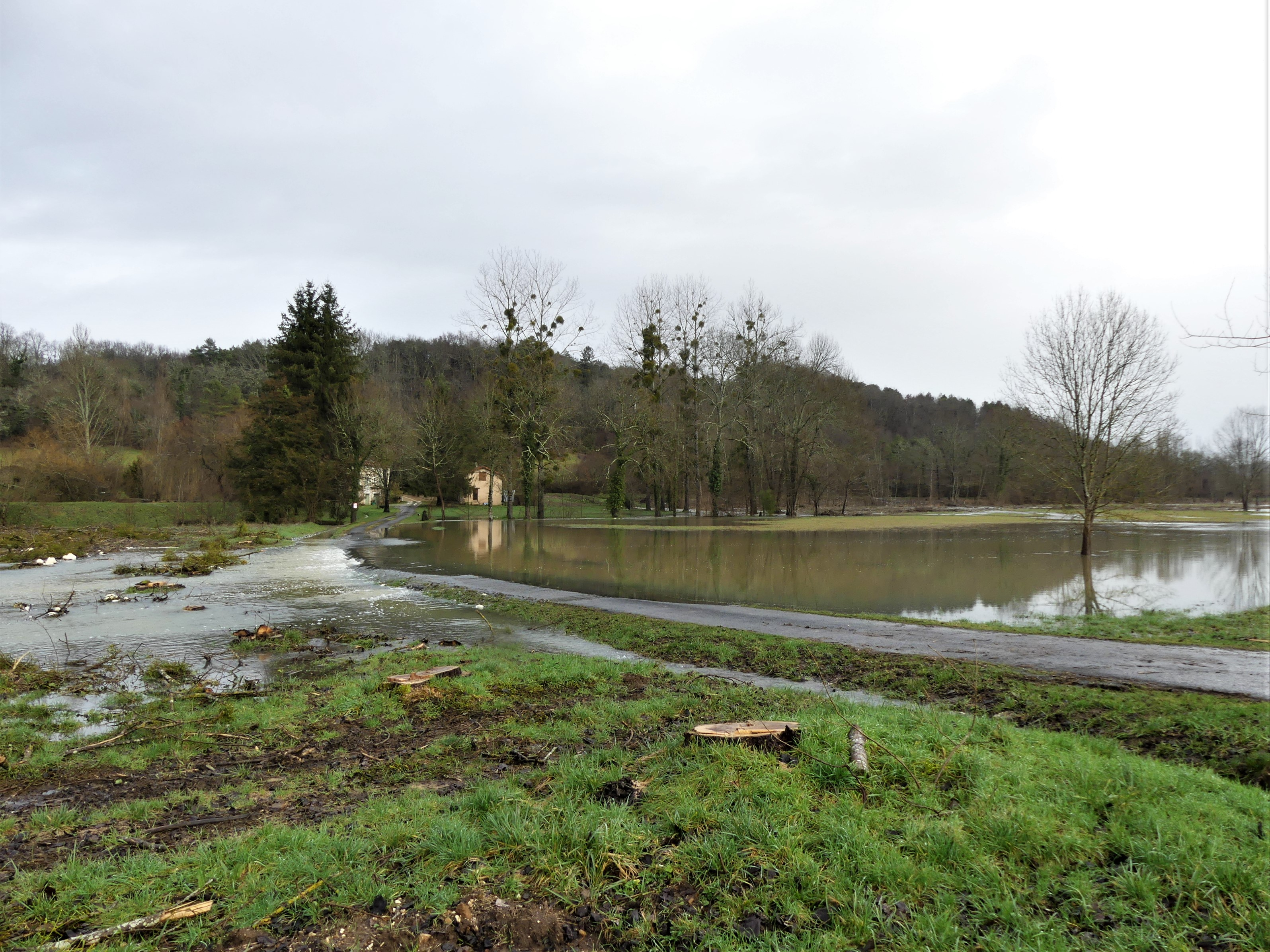
La Nizonne en crue au niveau du moulin de Chanteranne, Champeaux-et-la-Chapelle-Pommier, commune de Mareuil en Périgord.
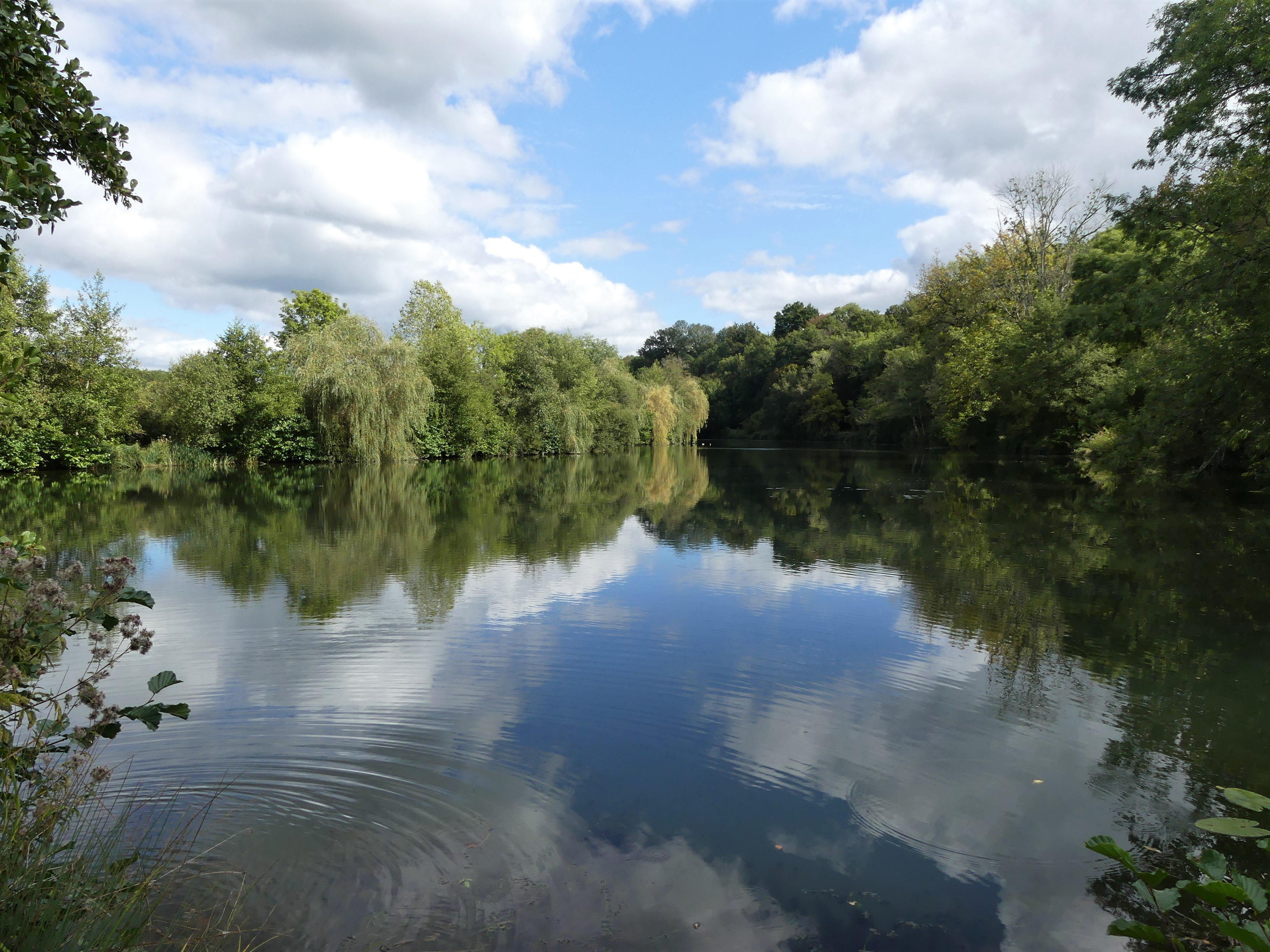
L'étang de Lavergne entre Mareuil en Périgord (ancienne commune de Saint-Sulpice-de-Mareuil) et Rudeau-Ladosse.
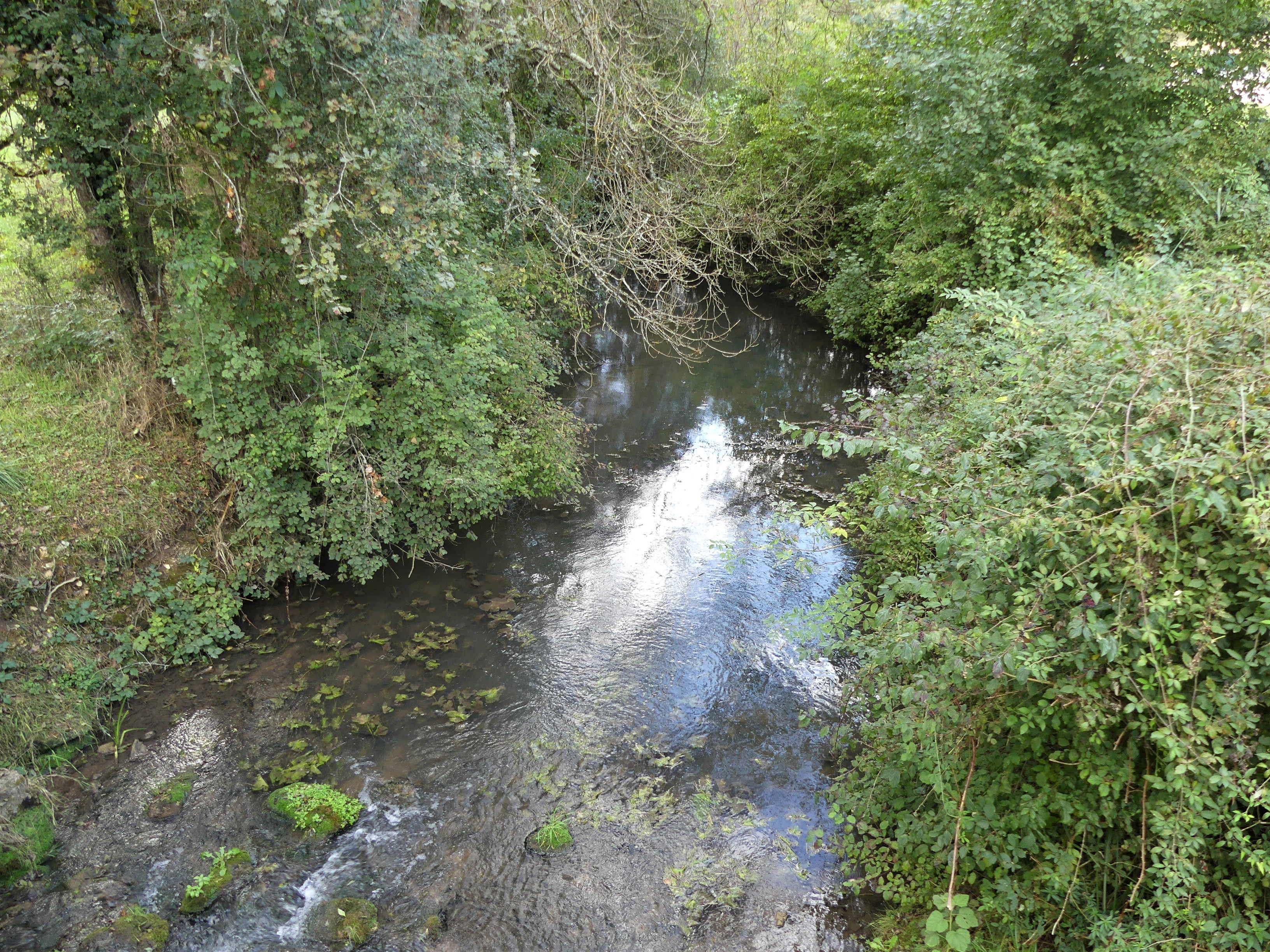
La Nizonne au pont du Râteau, en limite de Puyrenier et de Beaussac.
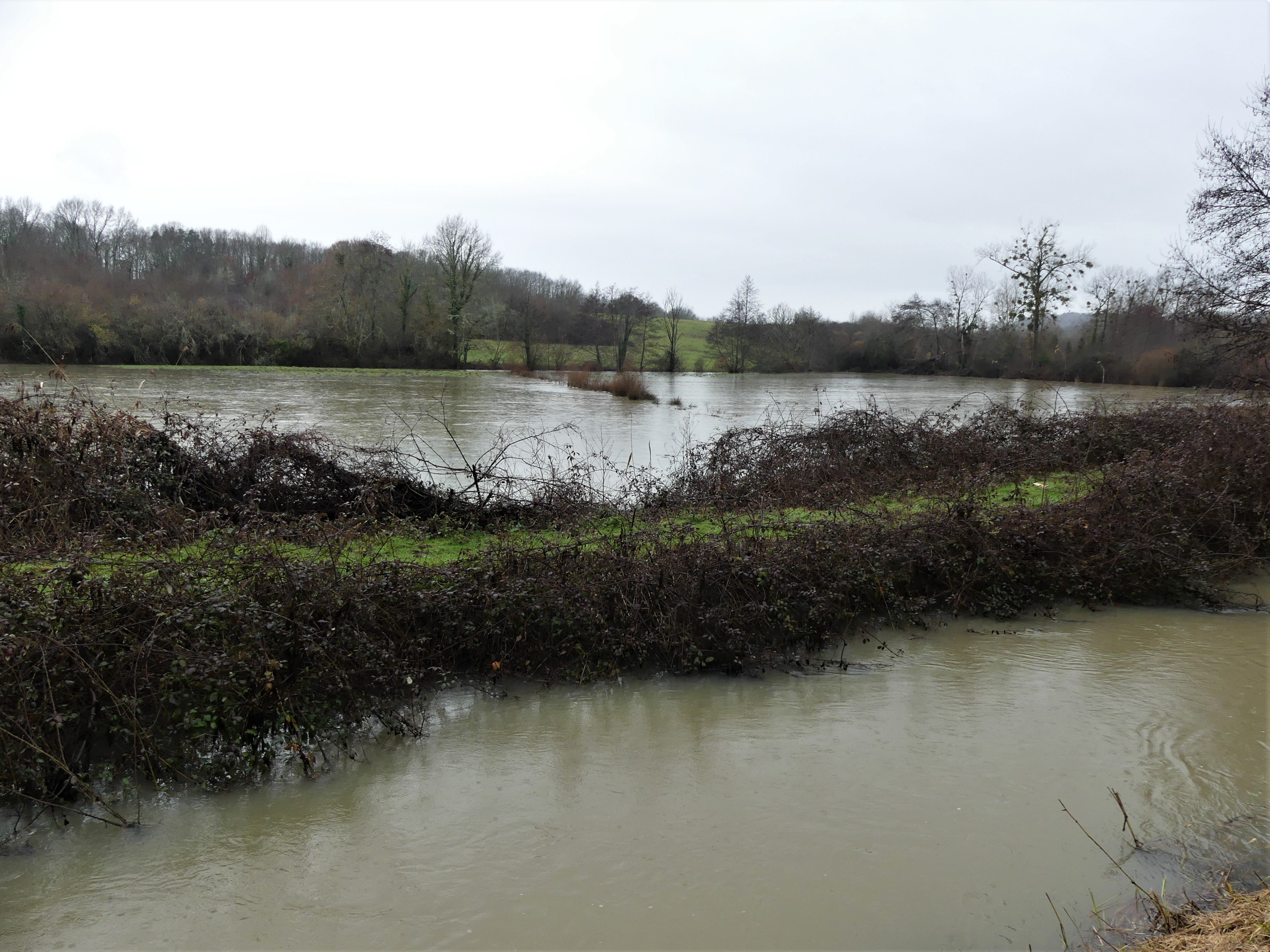
La Nizonne en crue en aval du moulin de Puyloubard, entre Beaussac et Puyrenier, commune de Mareuil en Périgord.
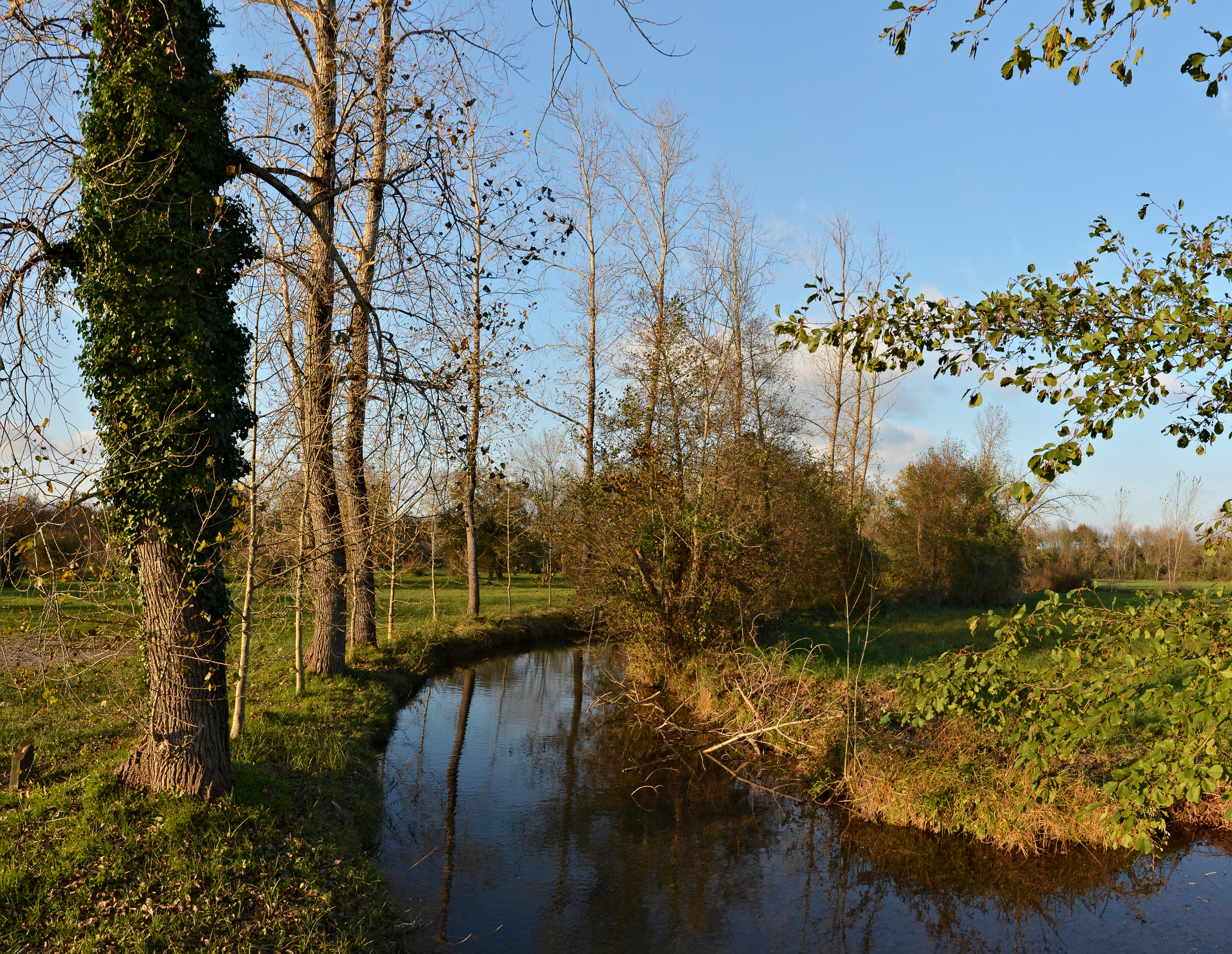
Bras de la Lizonne aux tourbières de Vendoire.

## Faune recensée

### Espèces déterminantes
Douze espèces déterminantes d'animaux y sont répertoriées entre 1998 et 2003 :
- deux amphibiens en 2003 : la Rainette verte (Hyla arborea) et le Triton marbré (Triturus marmoratus) ;
- sept insectes dont quatre lépidoptères en 2000 : l'Azuré de la croisette (Phengaris rebeli), l'Azuré de la sanguisorbe (Phengaris teleius), le Cuivré des marais (Lycaena dispar) et le Fadet des laîches (Coenonympha oedippus) et trois odonates de 1998 à 2000 : l'Agrion de Mercure (Coenagrion mercuriale), la Cordulie à corps fin (Oxygastra curtisii) et le Gomphe de Graslin (Gomphus graslinii) ;
- deux mammifères : la Loutre d'Europe (Lutra lutra) en 2000 et le Vison d'Europe (Mustela lutreola) en 1999 et 2002 ;
- un reptile en 2000 : la Cistude (Emys orbicularis).

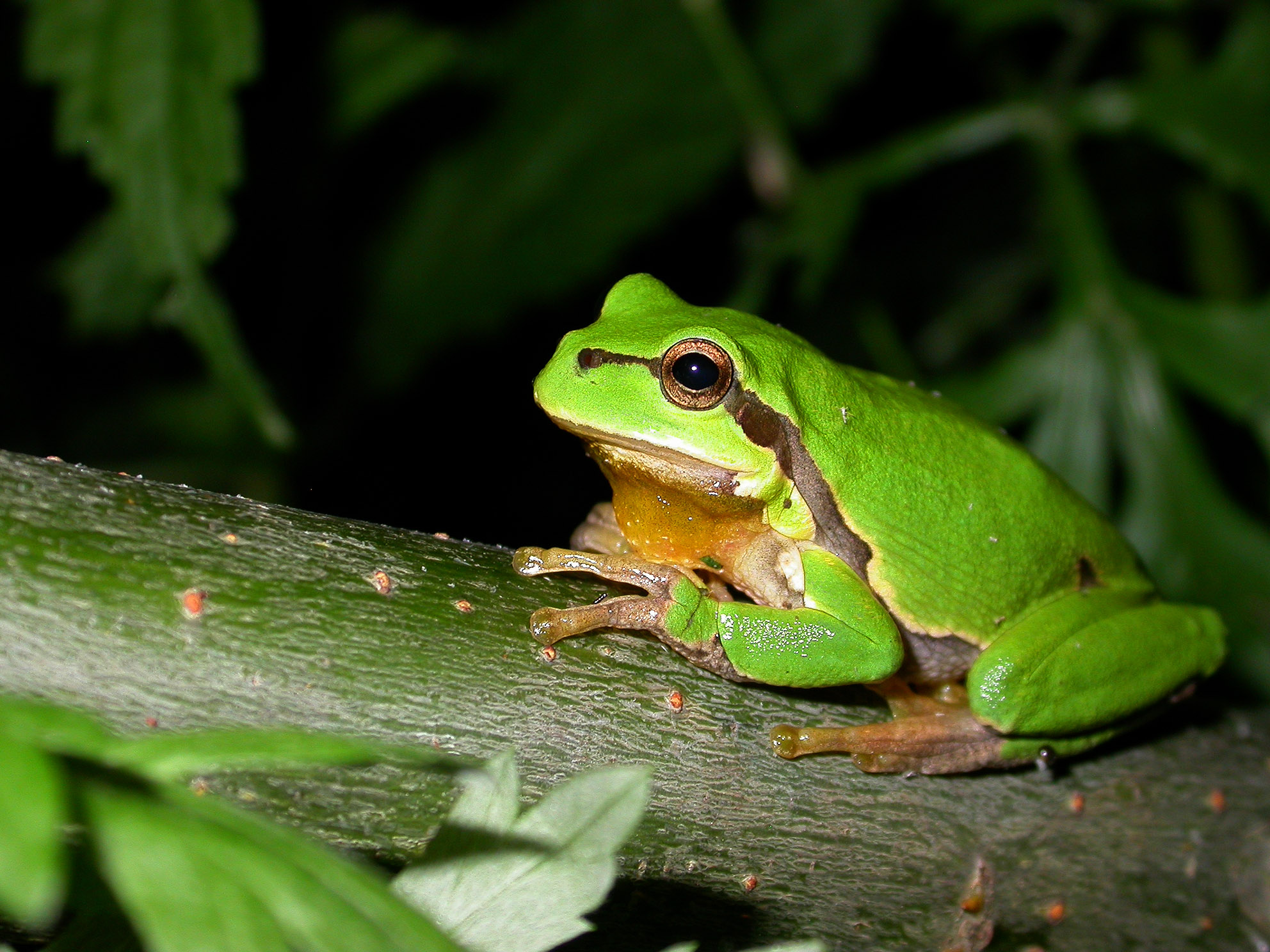
Rainette verte.
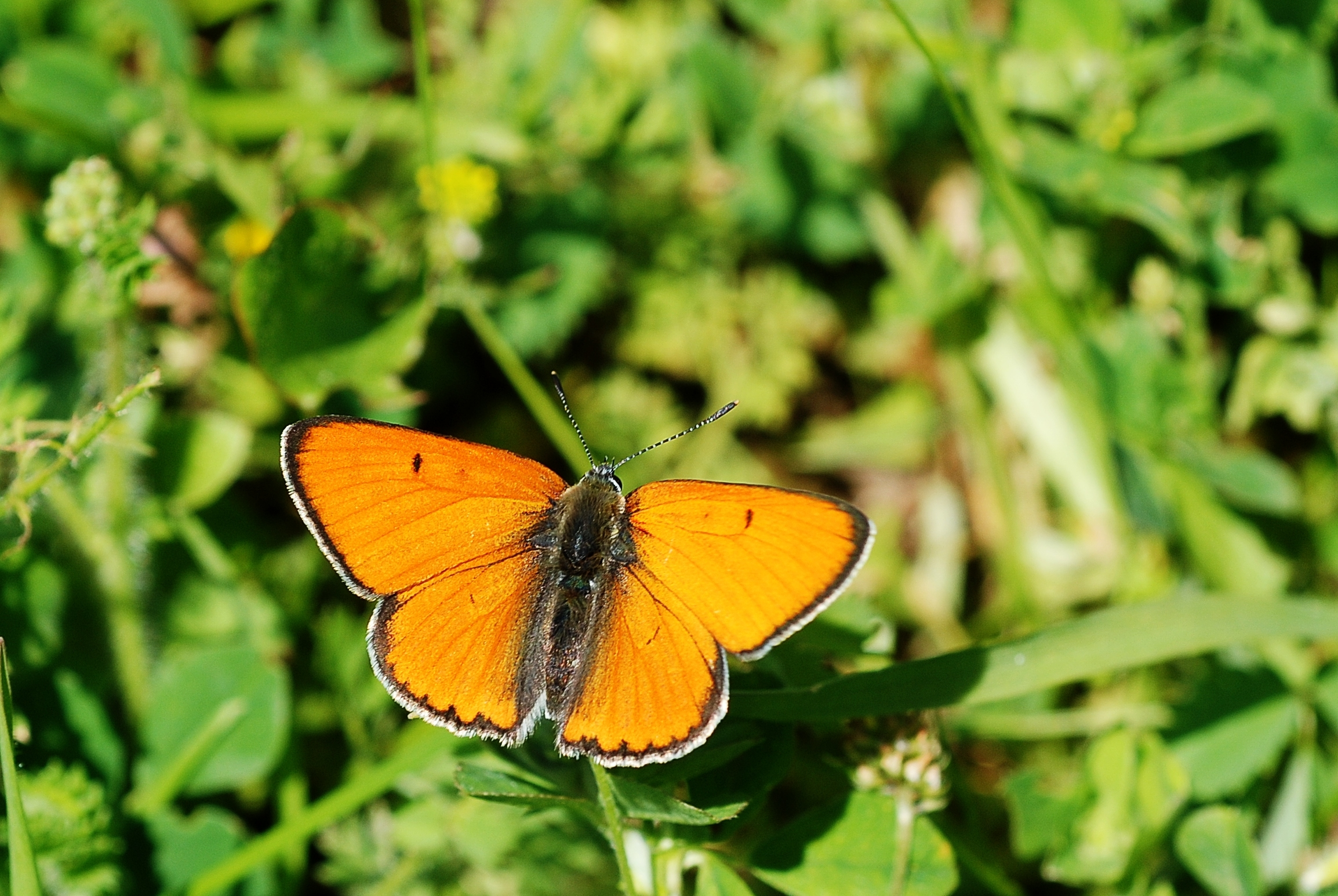
Cuivré des marais.
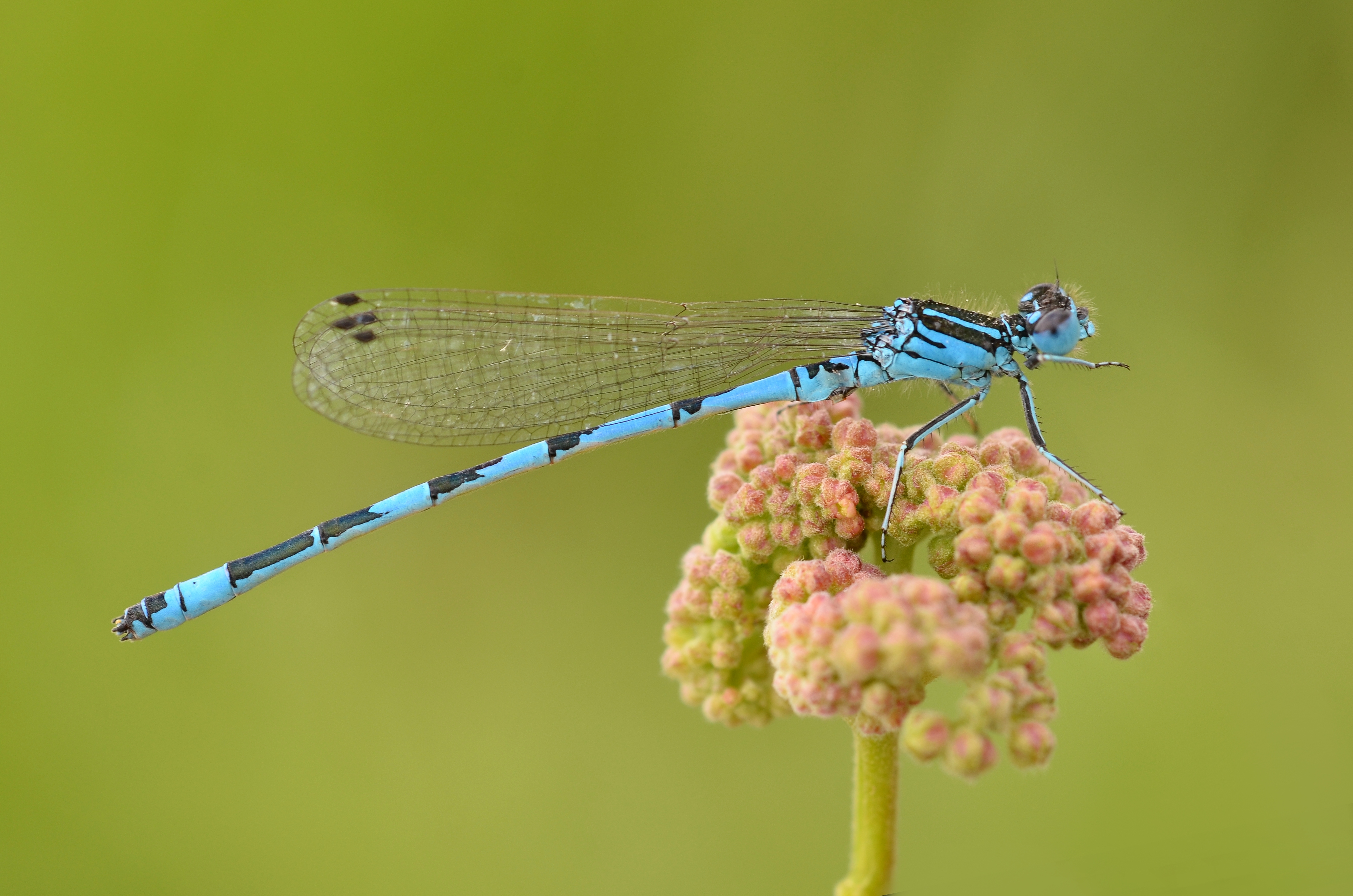
Agrion de Mercure mâle.
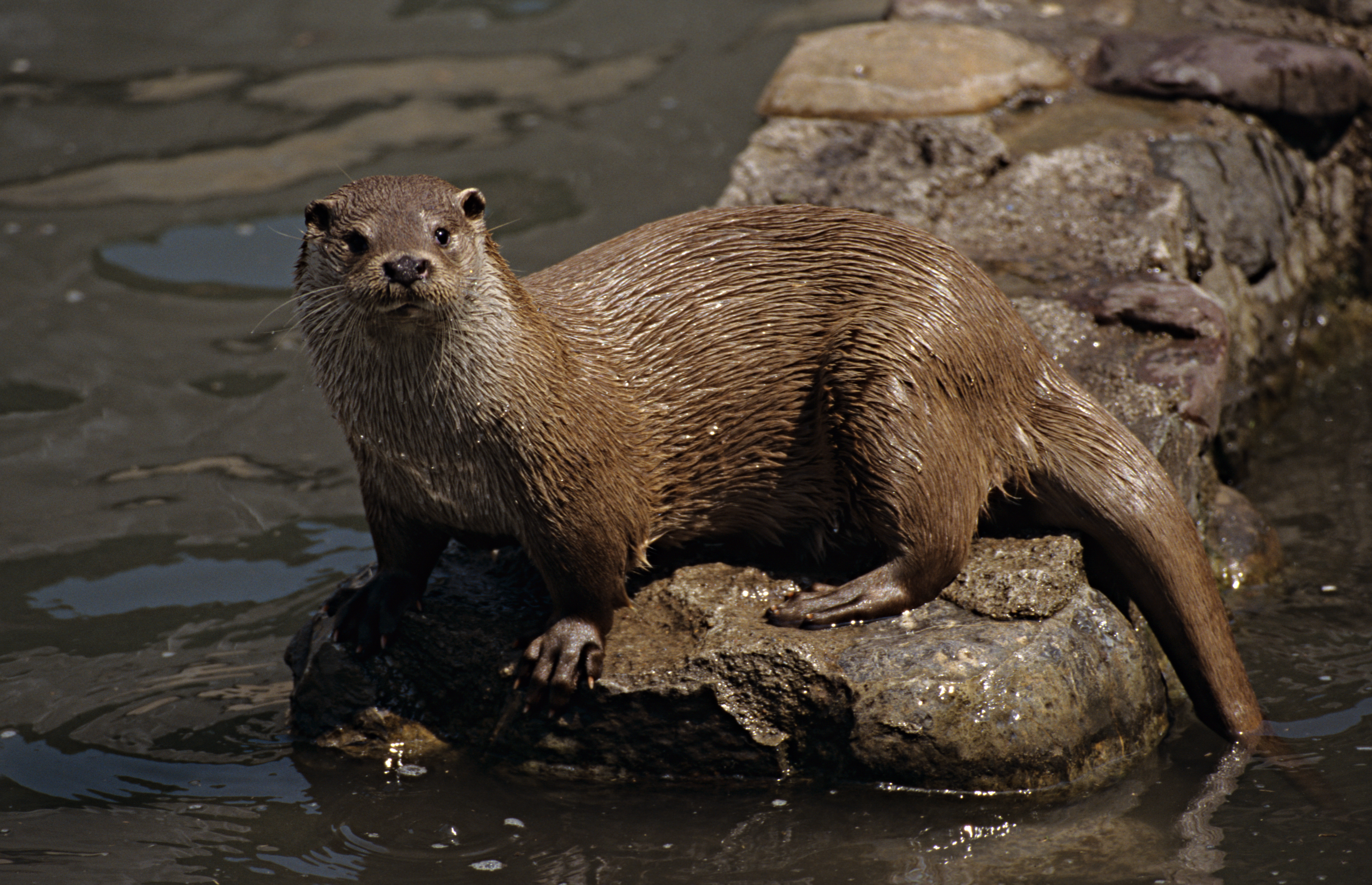
Loutre d'Europe.
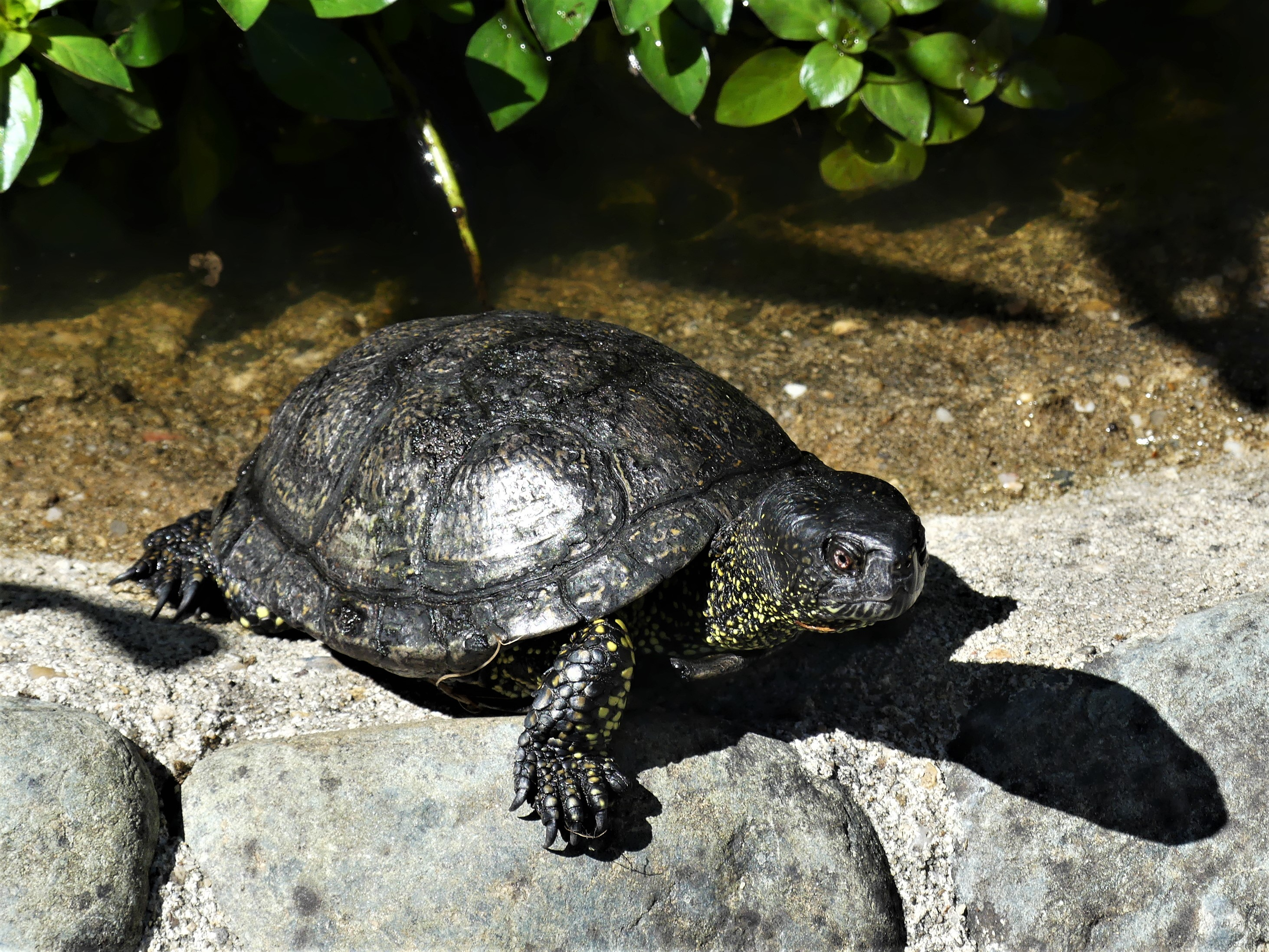
Cistude.

### Autres espèces
Cent soixante autres espèces animales y ont été recensées :
- un arachnide en 2000 : la Thomise variable (Misumena vatia) ;
- 159 insectes dont :
  - quatre coléoptères en 2000 : la Cétoine dorée (Cetonia aurata), la Cétoine grise (Oxythyrea funesta), le Lepture tacheté (Rutpela maculata) et l'Œdémère noble (Oedemera nobilis),
  - un hémiptère en 2000 : le Membracide bison (Stictocephala bisonia),
  - 107 Lépidoptères[note 2] : l'Amaryllis (Pyronia tithonus), l'Argus bleu (Polyommatus icarus), l'Argus bleu-nacré (Lysandra coridon), l'Arlequinette jaune (Acontia trabealis), l'Azuré de l'esparcette (Polyommatus thersites), l'Azuré des nerpruns (Celastrina argiolus), l'Azuré du trèfle (Cupido argiades), la Batis (Thyatira batis), la Belle-Dame (Vanessa cardui), le Biston marbré (Biston strataria), la Boarmie pétrifiée (Menophra abruptaria), la Boarmie recourbée (Alcis repandata), le Bois-veiné (Notodonta ziczac), le Bombyx dictéoïde (Pheosia gnoma), le Bombyx du trèfle (Lasiocampa trifolii), la Bordure ensanglantée (Diacrisia sannio), la Bordure entrecoupée (Lomaspilis marginata), la Brocatelle d'or (Camptogramma bilineata), la Cabère virginale (Cabera pusaria), la Carte géographique (Araschnia levana), le Céphale (Coenonympha arcania), le Chameau (Notodonta dromedarius ), la Cidarie fauve (Cidaria fulvata), le Citron (Gonepteryx rhamni), la Citronnelle rouillée (Opisthograptis luteolata), le Collier-de-corail (Aricia agestis), le Cordon blanc (Ochropleura plecta), la Crête-de-coq (Ptilodon capucina), le Cuivré commun (Lycaena phlaeas), le Cuivré fuligineux (Lycaena tityrus), le Demi-deuil (Melanargia galathea), la Demi-lune noire (Drymonia ruficornis), la Doublure jaune (Euclidia glyphica), l'Écaille chinée (Euplagia quadripunctaria), l'Écaille tigrée (Spilosoma lubricipeda), l'Ennomos lunaire (Selenia lunularia), le Fadet commun (Coenonympha pamphilus), la Faucille (Drepana falcataria), le Flambé (Iphiclides podalirius), la Flavicorne (Achlya flavicornis), le Gamma (Autographa gamma), la Gothique (Orthosia gothica), le Grand nègre des bois (Minois dryas ), le Grand sphinx de la vigne (Deilephila elpenor), la Grande tortue (Nymphalis polychloros), la Hachée (Rheumaptera hastata), l'Hameçon (Watsonalla binaria), la Harpye bicuspide (Furcula bicuspis), l'Hémithée éruginée (Jodis lactearia (en) ), l'Hespérie des potentilles (Pyrgus armoricanus), l'Hespérie des sanguisorbes (Spialia sertorius), le Hibou (Noctua pronuba), l'Impolie (Idaea aversata), la Livrée des arbres (Malacosoma neustria), le Machaon (Papilio machaon), la Mégère (Lasiommata megera), la Mélanthie du Caille-lait (Epirrhoe galiata), la Mélanthie pie (Melanthia procellata (en)), la Mélitée des centaurées (Melitaea phoebe), le Mi (Euclidia mi), la Mignonne (Plemyria rubiginata (en)), le Moro-sphinx (Macroglossum stellatarum), le Museau (Pterostoma palpina), le Myrtil (Maniola jurtina), la Nasse (Tholera decimalis (en)), la Noctuelle argentule (Deltote bankiana (en)), la Noctuelle couleur de bronze (Phytometra viridaria), la Noctuelle en deuil (Tyta luctuosa), la Noctuelle de la persicaire (Melanchra persicariae), l'Orthosie variable (Orthosia incerta (en)), le Paon-du-jour (Aglais io), le Petit mars changeant (Apatura ilia), le Petit sylvain (Limenitis camilla), la Petite épine (Cilix glaucata), la Petite tortue (Aglais urticae), la Petite violette (Boloria dia), la Phalène du fusain (Ligdia adustata), la Phalène linéolée (Plagodis dolabraria), la Phalène de la mancienne (Crocallis elinguaria), la Phalène picotée (Ematurga atomaria), la Phalène du sureau (Ourapteryx sambucaria), la Piéride du chou (Pieris brassicae), la Piéride du lotier (Leptidea sinapis), la Piéride de la rave (Pieris rapae), le Point d'exclamation (Agrotis exclamationis), le Psi (Acronicta psi), le Réseau (Chiasmia clathrata), le Robert-le-Diable (Polygonia c-album), la Rosette (Miltochrista miniata), la Rouillée (Xanthorhoe ferrugata), le Souci (Colias crocea), la Soyeuse (Rivula sericealis), le Sphinx bourdon (Hemaris tityus), le Sphinx du tilleul (Mimas tiliae), la Sylvaine (Ochlodes sylvanus), le Tabac d'Espagne (Argynnis paphia), la Thècle de l'yeuse (Satyrium ilicis), le Tircis (Pararge aegeria), la Tortue (Apoda limacodes), le Trapèze (Cosmia trapezina), la Triple raie (Aplocera plagiata), la Triple tache (Drymonia dodonaea), le Tristan (Aphantopus hyperantus), la Troënière (Craniophora ligustri), le Vulcain (Vanessa atalanta), la Zérène du groseillier (Abraxas grossulariata) et la Zygène de la filipendule (Zygaena filipendulae),
  - 37 Odonates entre 1998 et 2000 : l'Æschne bleue (Aeshna cyanea), l'Æschne printanière (Brachytron pratense), l'Agrion à larges pattes (Platycnemis pennipes), l'Agrion blanchâtre (Platycnemis latipes), l'Agrion délicat (Ceriagrion tenellum), l'Agrion élégant (Ischnura elegans), l'Agrion joli (Coenagrion pulchellum), l'Agrion jouvencelle (Coenagrion puella), l'Agrion mignon (Coenagrion scitulum), l'Agrion orangé (Platycnemis acutipennis), l'Agrion porte-coupe (Enallagma cyathigerum), l'Agrion de Vander Linden (Erythromma lindenii), l'Anax empereur, (Anax imperator), l'Anax napolitain, (Anax parthenope), le Caloptéryx éclatant (Calopteryx splendens), le Caloptéryx méditerranéen (Calopteryx haemorrhoidalis), le Caloptéryx vierge (Calopteryx virgo), le Cordulégastre annelé (Cordulegaster boltonii), la Cordulie bronzée (Cordulia aenea), le Gomphe gentil (Gomphus pulchellus), le Gomphe semblable (Gomphus simillimus), le Gomphe vulgaire (Gomphus vulgatissimus), le Leste vert (Chalcolestes viridis), la Libellule à quatre taches, (Libellula quadrimaculata), la Libellule déprimée (Libellula depressa), la Libellule écarlate (Crocothemis erythraea), la Libellule fauve (Libellula fulva), la Naïade au corps vert (Erythromma viridulum), la Nymphe au corps de feu (Pyrrhosoma nymphula), l'Onychogomphe à crochets (Onychogomphus uncatus), l'Onychogomphe à pinces (Onychogomphus forcipatus), l'Orthétrum bleuissant (Orthetrum coerulescens), l'Orthétrum brun (Orthetrum brunneum), l'Orthétrum réticulé (Orthetrum cancellatum), l'Orthétrum à stylets blancs (Orthetrum albistylum), le Sympétrum rouge sang (Sympetrum sanguineum) et le Sympétrum strié (Sympetrum striolatum),
- dix orthoptères en 2000 : le Conocéphale bigarré (Conocephalus fuscus), le Conocéphale gracieux (Ruspolia nitidula), le Criquet des ajoncs (Chorthippus binotatus), le Criquet italien (Calliptamus italicus), le Criquet marginé (Chorthippus albomarginatus), le Criquet noir ébène (Omocestus rufipes), le Criquet tricolore (Paracinema tricolor), le Criquet verdelet  (Omocestus viridulus ), l'Œdipode émeraudine (Aiolopus thalassinus) et le Phanéroptère commun (Phaneroptera falcata) ;

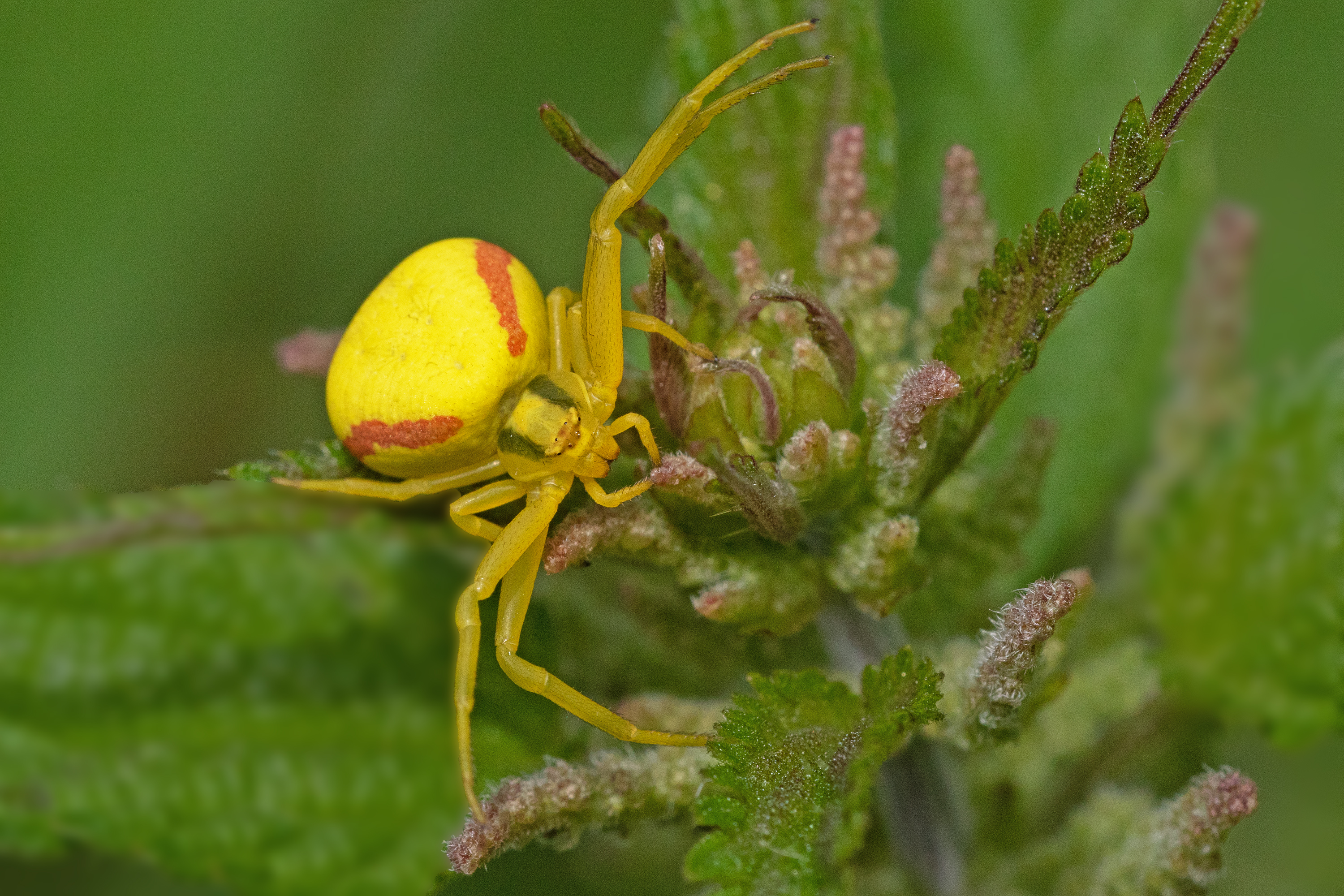
Thomise variable.
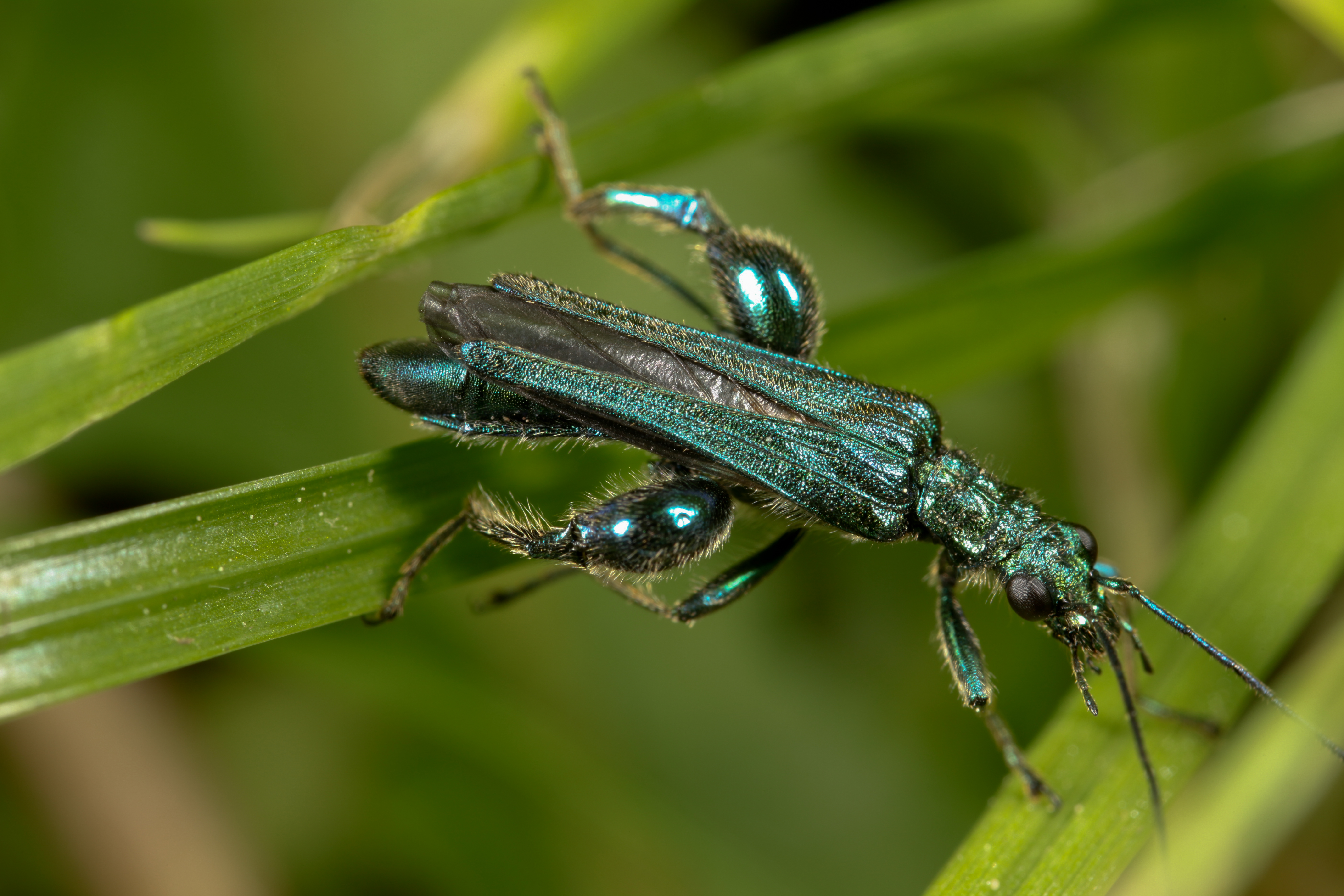
Œdémère noble.
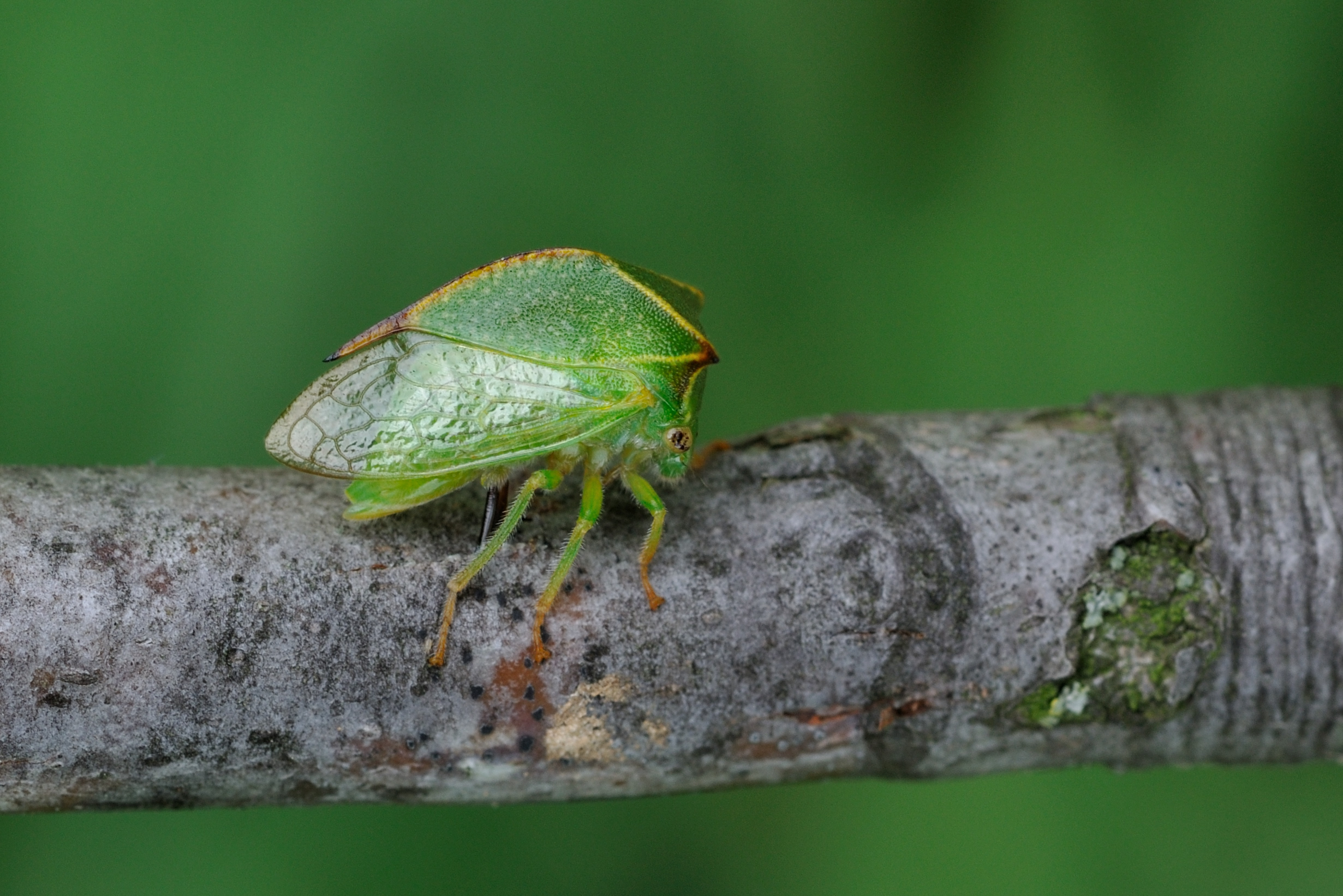
Membracide bison.
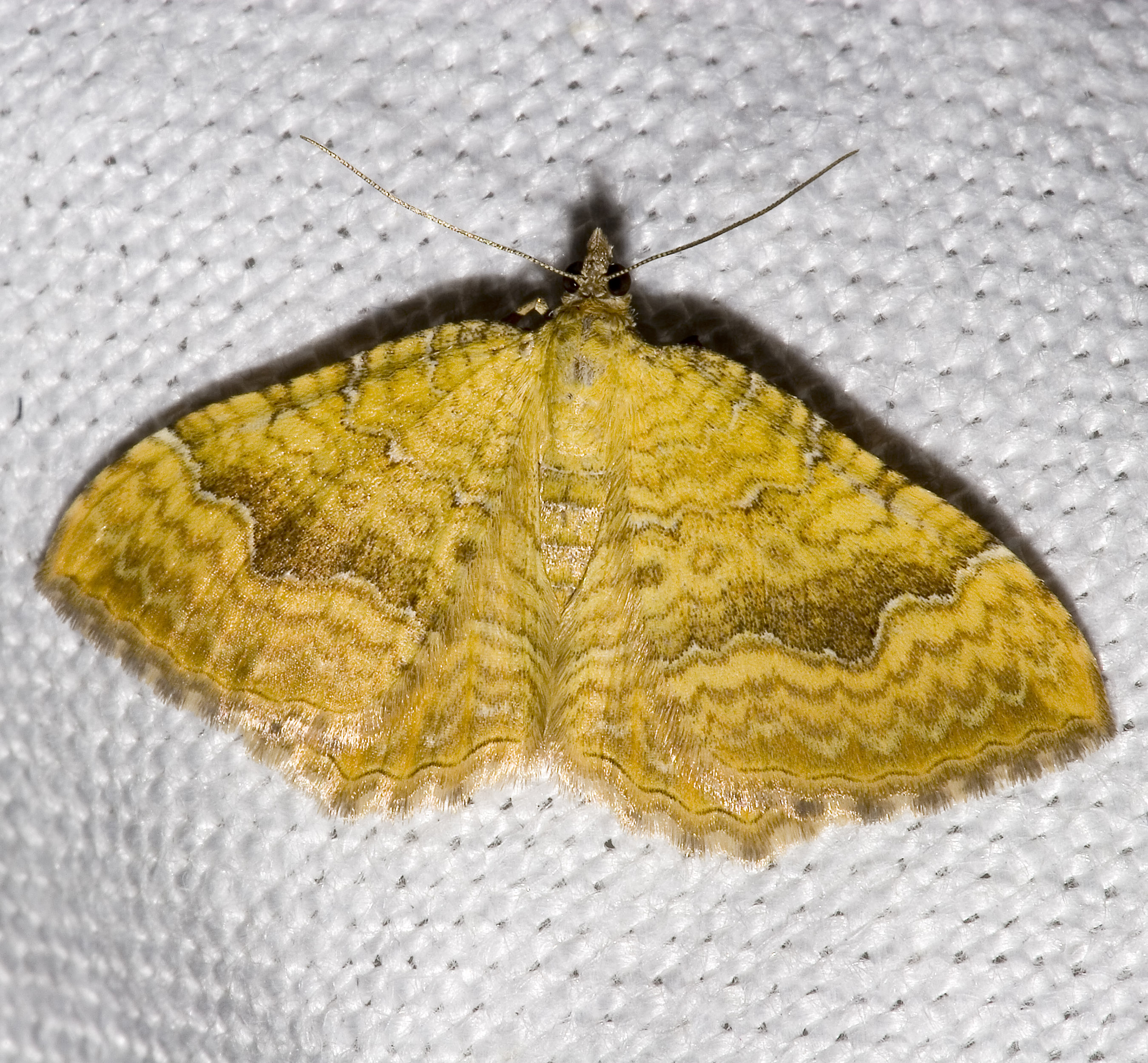
Brocatelle d'or.
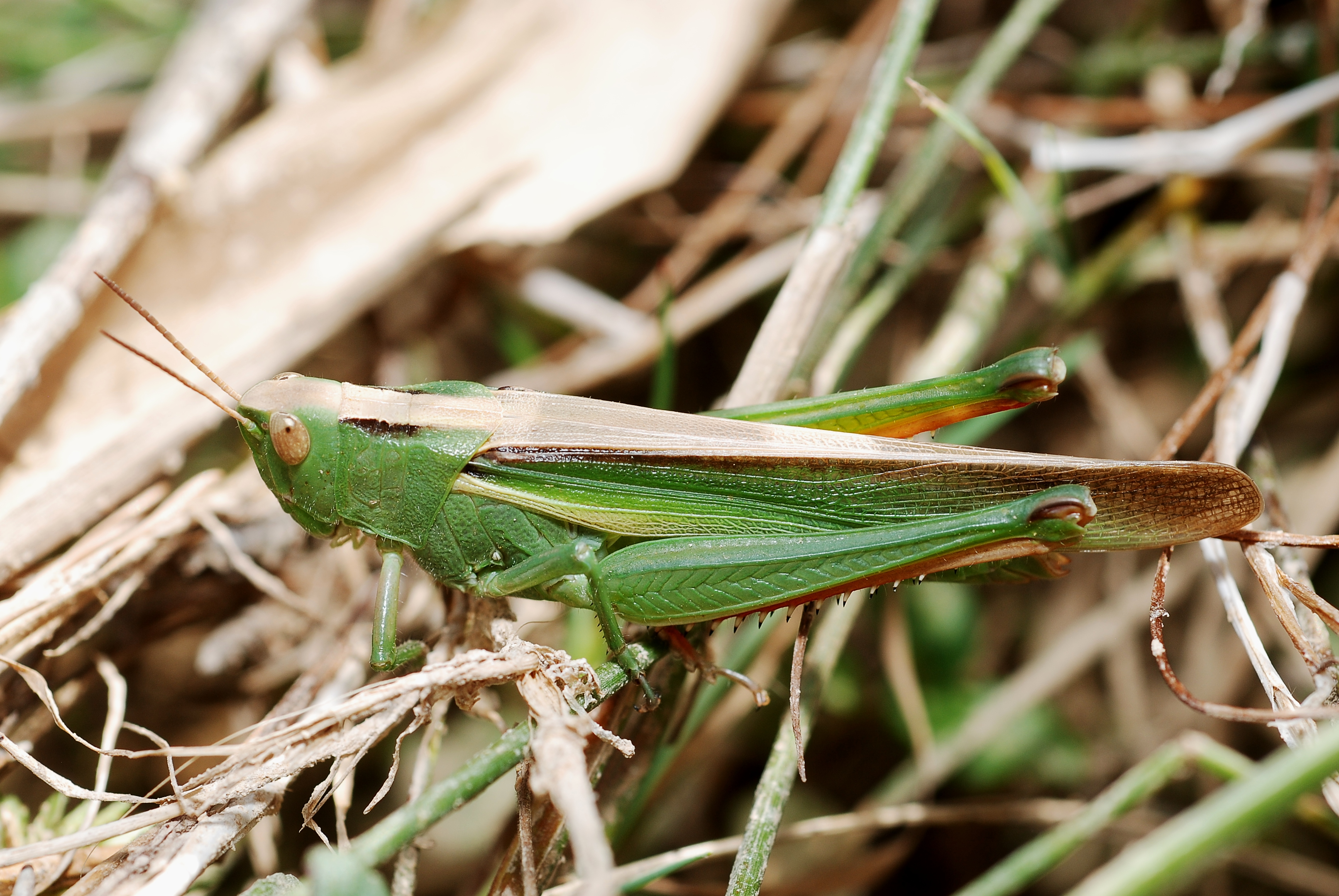
Criquet tricolore femelle.

### Protection de la faune
- Les deux espèces d'amphibiens de la ZNIEFF : la Rainette verte et le Triton marbré, sont protégées sur l'ensemble du territoire français[4] et sont de plus protégées au titre de la Directive habitats de l'Union européenne[1].
- Six espèces d'insectes — trois libelllule et trois papillons — sont protégées sur l'ensemble du territoire français : l'Agrion de Mercure, la Cordulie à corps fin , le Cuivré des marais, l'Écaille chinée, le Fadet des laîches et le Gomphe de Graslin[5] et le sont également au titre de la Directive habitats[1].
- Les deux espèces de mammifères recensées sur la ZNIEFF sont protégées au titre de la Directive habitats de l'Union européenne[1] et sur l’ensemble du territoire français[6] : la Loutre d'Europe et le Vison d'Europe. De plus, elles sont en danger d'extinction en France[7].
- La seule espèce de reptiles de la ZNIEFF, la Cistude, est protégée sur l'ensemble du territoire français[4] et au titre de la Directive habitats[1].

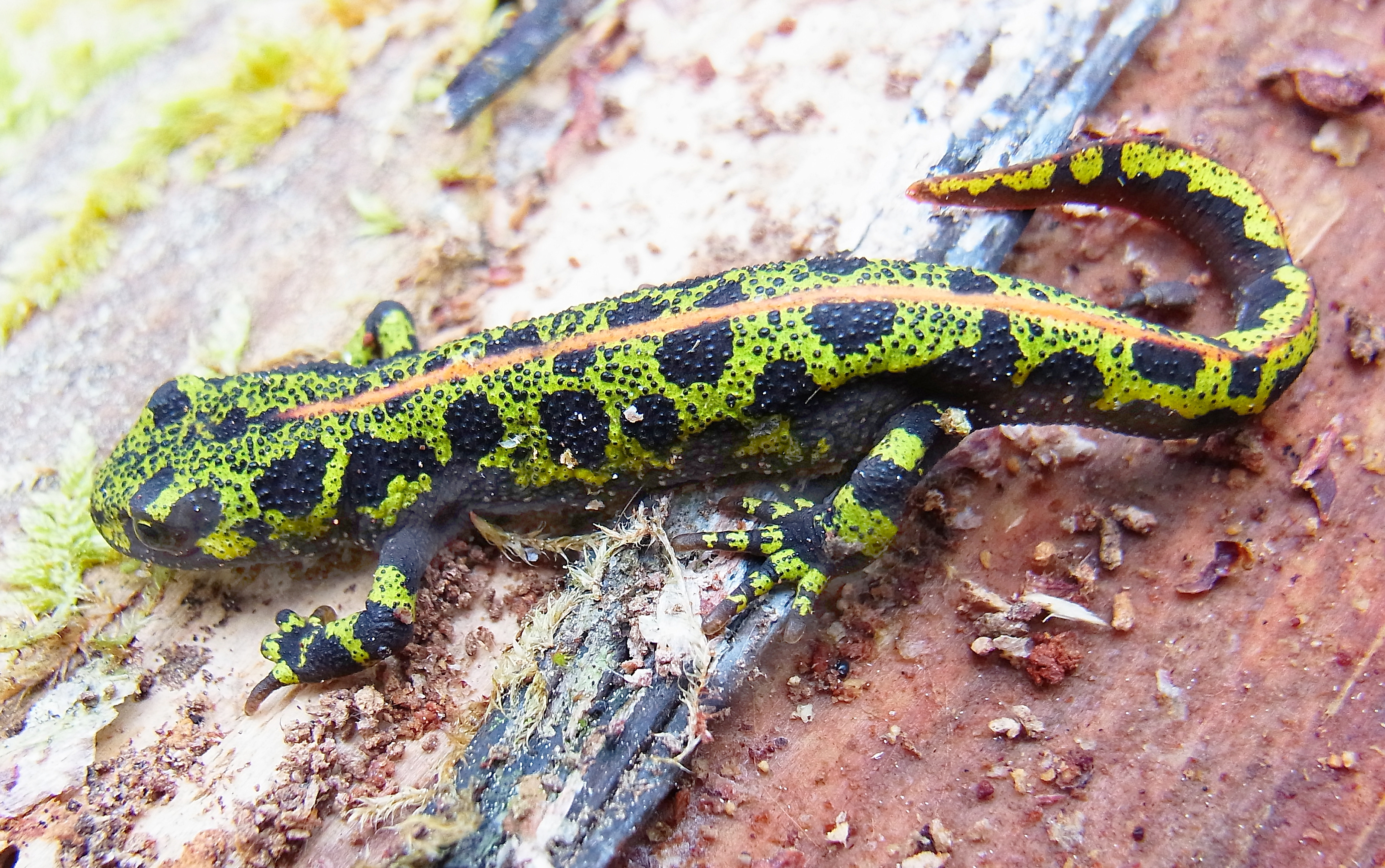
Triton marbré.
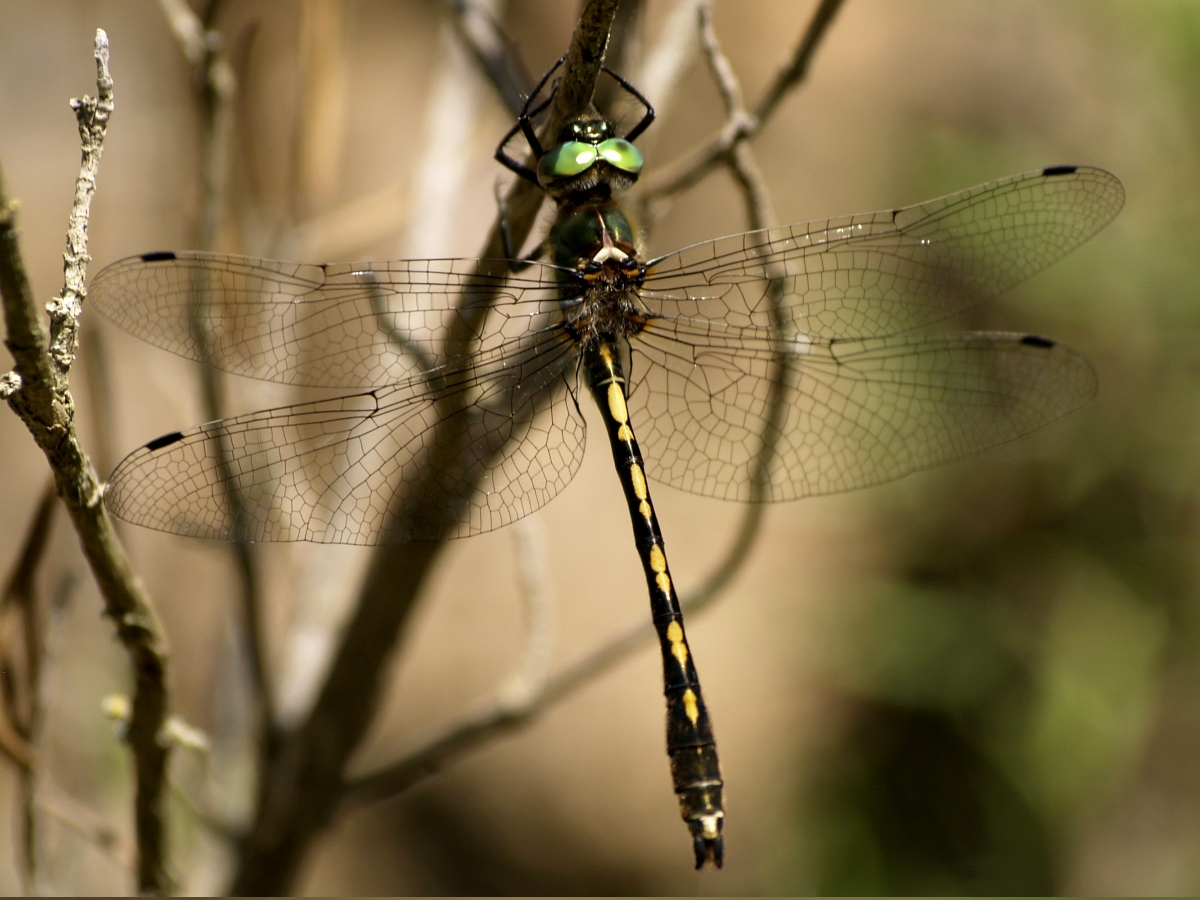
Cordulie à corps fin.
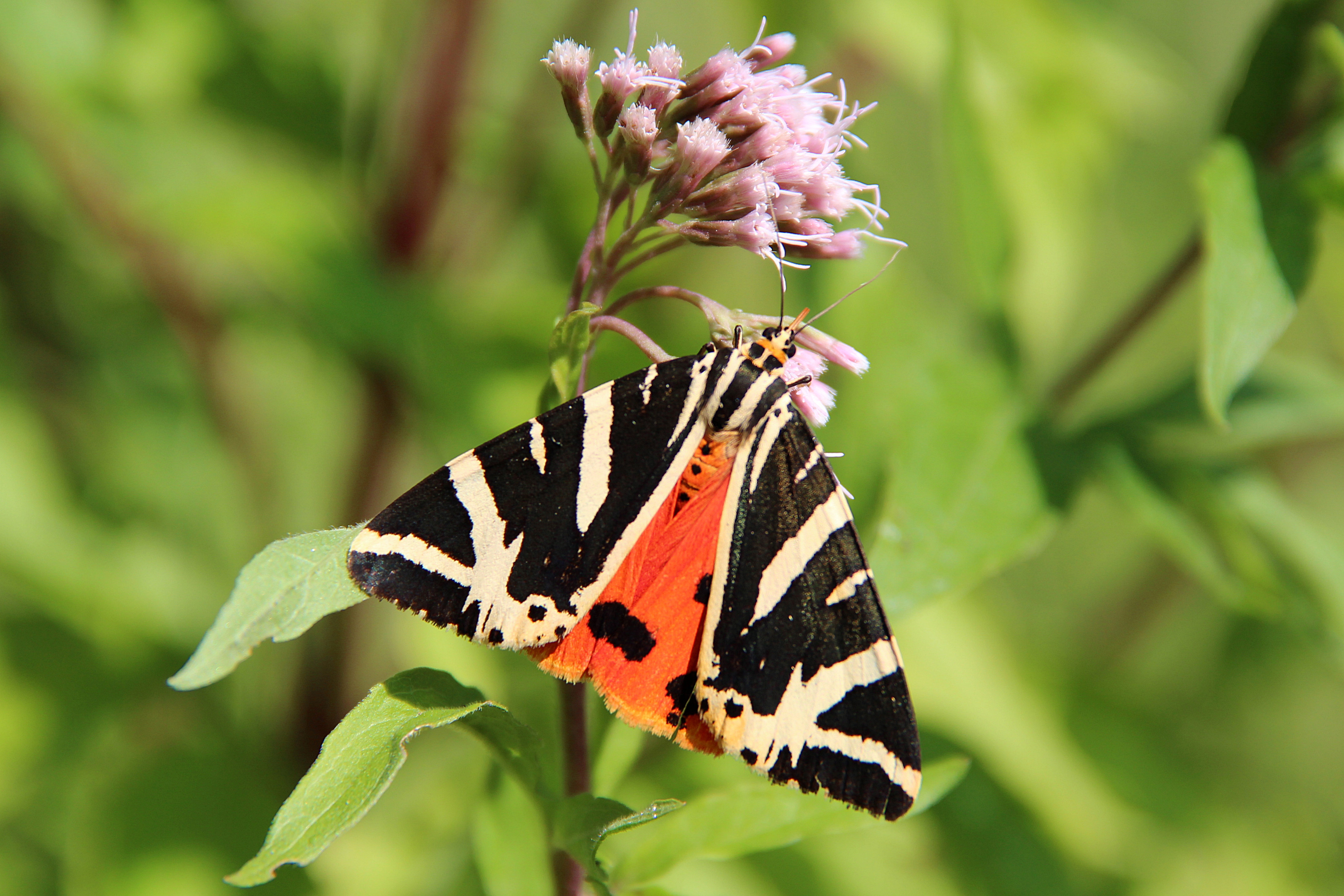
Écaille chinée.
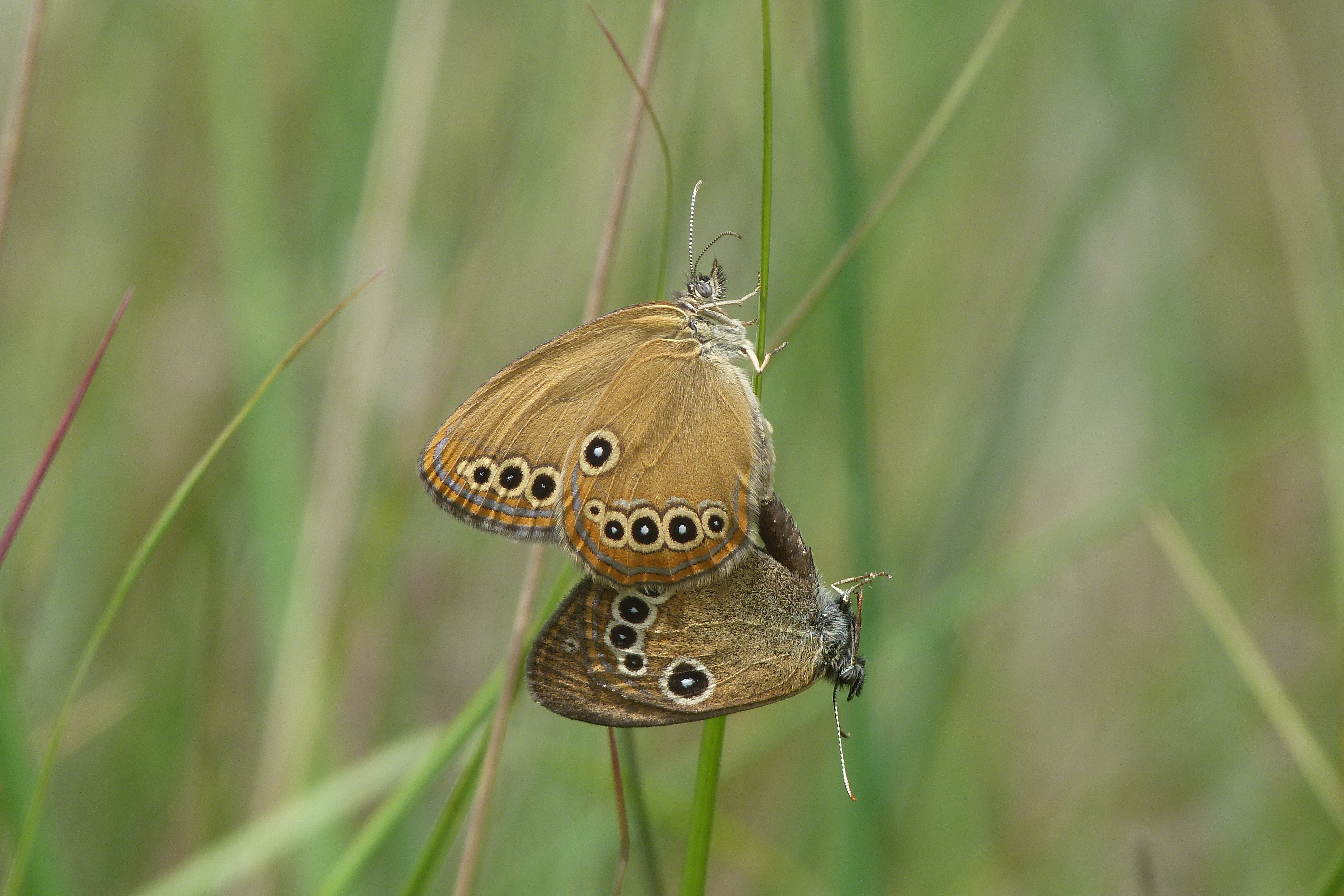
Accouplement de Fadets des laîches.
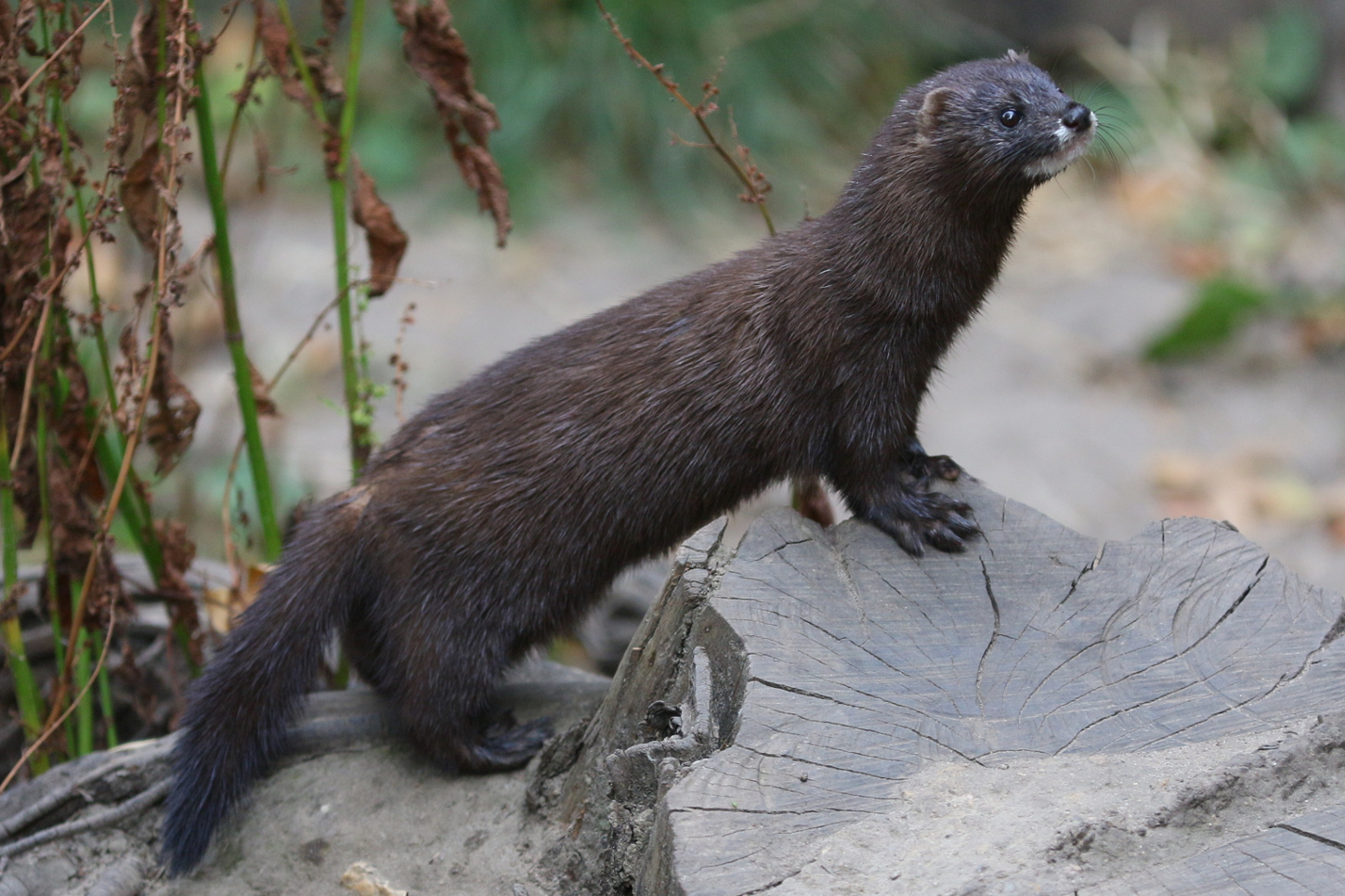
Vison d’Europe.

## Flore recensée
Cinq espèces déterminantes de plantes ont été recensées sur la ZNIEFF entre 1987 et 2015 : la Fritillaire pintade (Fritillaria meleagris), la Gentiane des marais (Gentiana pneumonanthe), le Pigamon jaune (Thalictrum flavum), la Sagittaire à feuilles en flèche (Sagittaria sagittifolia) et l'Utriculaire citrine (Utricularia australis).
Par ailleurs, 156 autres espèces végétales y ont été répertoriées,, dont :
- 151 phanérogames[note 3] : l'Absinthe (Artemisia absinthium), l'Ache nodiflore (Apium nodiflorum), l'Agrostide stolonifère (Agrostis stolonifera), l'Aigremoine eupatoire (Agrimonia eupatoria), l'Alliaire officinale (Alliaria petiolata), l'Angélique sauvage (Angelica sylvestris), l'Arabette hérissée (Arabis hirsuta), l'Armoise blanche (Artemisia alba), l'Aubépine à un style (Crataegus monogyna), l'Aulne glutineux (Alnus glutinosa), la Baldingère faux-roseau (Phalaris arundinacea), la Benoîte commune (Geum urbanum), le Bident tripartite (Bidens tripartita), la Bourdaine (Frangula alnus), le Brachypode des bois (Brachypodium sylvaticum), le Brachypode penné (Brachypodium pinnatum), la Bugle rampante (Ajuga reptans), la Bryone dioïque (Bryonia dioica), le Caille-lait blanc (Galium mollugo), le Caille-lait jaune (Galium verum), le Callitriche à crochets (Callitriche hamulata (en)), le Callitriche des marais (Callitriche stagnalis), la Carotte sauvage (Daucus carota), la Centaurée noire (Centaurea nigra), le Cerfeuil penché (Chaerophyllum temulum), le Charme commun (Carpinus betulus), le Chêne pédonculé (Quercus robur), le Chèvrefeuille des bois (Lonicera periclymenum), le Choin noirâtre (Schoenus nigricans), le Cirse d'Angleterre (Cirsium dissectum), le Cirse bulbeux (Cirsium tuberosum), le Cirse des marais (Cirsium palustre), la Clématite des haies (Clematis vitalba), le Cornifle immergé  (Ceratophyllum demersum), le Cornouiller sanguin (Cornus sanguinea), le Cresson de fontaine (Nasturtium officinale), le Cresson des prés (Cardamine pratensis), le Dactyle pelotonné (Dactylis glomerata), la Douce-amère (Solanum dulcamara), l'Écuelle d'eau (Hydrocotyle vulgaris), l'Épilobe hirsute (Epilobium hirsutum), l'Érable champêtre (Acer campestre), l'Eupatoire à feuilles de chanvre (Eupatorium cannabinum), l'Euphorbe des marais (Euphorbia palustris), le Frêne élevé (Fraxinus excelsior), le Frêne à feuilles étroites (Fraxinus angustifolia ), le Fusain d'Europe (Euonymus europaeus), le Gaillet faible (Galium debile), le Gaillet gratteron (Galium aparine), le Gaillet des marais (Galium palustre), la Garance voyageuse (Rubia peregrina), le Géranium Herbe à Robert (Geranium robertianum), le Gouet d'Italie (Arum italicum), le Gouet tacheté (Arum maculatum), le Grand plantain (Plantago major), la Grande bardane (Arctium lappa), la Grande ortie (Urtica dioica), la Grande pimprenelle (Sanguisorba officinalis), le Grémil officinal (Lithospermum officinale), la Guimauve officinale (Althaea officinalis), le Houblon (Humulus lupulus), la Houlque laineuse (Holcus lanatus), l'Iris faux acore (Iris pseudacorus), le Jonc épars (Juncus effusus), le Jonc glauque (Juncus inflexus), le Jonc noueux (Juncus subnodulosus), la Laîche espacée (Carex remota), la Laîche faux souchet (Carex pseudocyperus), la Laîche hérissée (Carex hirta), la Laîche jaunâtre (Carex flava), la Laîche des marais (Carex acutiformis), la Laîche raide (Carex elata), la Laîche des rives (Carex riparia), le Laiteron des champs (Sonchus arvensis), le Laiteron piquant (Sonchus asper), le Lamier jaune (Lamium galeobdolon), le Lierre grimpant (Hedera helix), le Lierre terrestre (Glechoma hederacea), le Lin purgatif (Linum catharticum), le Liseron des haies (Calystegia sepium), la Listère à feuilles ovales (Neottia ovata), le Lotier corniculé (Lotus corniculatus), le Lycope d'Europe (Lycopus europaeus), la Lysimaque commune (Lysimachia vulgaris), la Marguerite commune (Leucanthemum vulgare), la Marisque (Cladium mariscus), la Massette à feuilles étroites (Typha angustifolia), la Massette à larges feuilles (Typha latifolia), la Menthe aquatique (Mentha aquatica), la Menthe des champs (Mentha arvensis), la Menthe odorante (Mentha suaveolens), le Millepertuis à quatre ailes (Hypericum tetrapterum), la Molinie bleue (Molinia caerulea, le Muguet de mai (Convallaria majalis), le Muscari à toupet (Leopoldia comosa), le Myosotis des bois (Myosotis sylvatica), le Myosotis des champs (Myosotis arvensis), le Myosotis des marais (Myosotis scorpioides), le Myriophylle en épis (Myriophyllum spicatum), le Myriophylle verticillé (Myriophyllum verticillatum), le Nénuphar blanc (Nymphaea alba), le Nénuphar jaune (Nuphar lutea), le Noisetier (Corylus avellana), l'Œil-de-perdrix (Silene flos-cuculi), l'Orge des rats (Hordeum murinum), l'Orme champêtre (Ulmus minor), l'Ornithogale des Pyrénées (Ornithogalum pyrenaicum), l'Ortie royale (Galeopsis tetrahit), la Pâquerette (Bellis perennis), la Passerage champêtre (Lepidium campestre), le Pâturin annuel (Poa annua), le Pâturin commun (Poa trivialis), la Pesse d'eau (Hippuris vulgaris), la Petite lentille d'eau (Lemna minor), la Petite linaire (Chaenorhinum minus), le Peuplier du Canada (Populus ×canadensis), le Polygale commun (Polygala vulgaris), le Potamot nageant (Potamogeton natans), la Pulicaire dysentérique (Pulicaria dysenterica), la Reine-des-prés (Filipendula ulmaria), la Renoncule des champs (Ranunculus arvensis), la Renoncule rampante (Ranunculus repens), la Renouée amphibie (Persicaria amphibia), la Ronce bleue (Rubus caesius), le Roseau commun (Phragmites australis), le Rubanier émergé (Sparganium emersum), la Sabline à trois nervures (Moehringia trinervia), la Salicaire commune ( Lythrum salicaria), le Salsifis des prés (Tragopogon pratensis), la Samole de Valérand (Samolus valerandi), le Saule blanc (Salix alba), le Saule à feuilles d'olivier (Salix atrocinerea), le Saule marsault (Salix caprea), le Saule à oreillettes (Salix aurita), la Scrofulaire noueuse (Scrophularia nodosa), la Scrofulaire à oreillettes (Scrophularia auriculata), la Scutellaire à casque (Scutellaria galericulata), le Séneçon commun (Senecio vulgaris), la Stellaire holostée (Stellaria holostea), le Sureau hièble (Sambucus ebulus), le Sureau noir (Sambucus nigra), le Tamier commun (Dioscorea communis), le Tremble (Populus tremula), le Troène commun (Ligustrum vulgare), la Valériane officinale (Valeriana officinalis), la Véronique à feuilles de lierre (Veronica hederifolia), la Véronique petit-chêne (Veronica chamaedrys), la Véronique des ruisseaux (Veronica beccabunga), la Verveine officinale (Verbena officinalis), la Vesce craque (Vicia cracca) et la Viorne obier (Viburnum opulus) ;
- cinq ptéridophytes : la Fougère des marais (Thelypteris palustris), la Grande prêle (Equisetum telmateia), la Prêle des champs (Equisetum arvense), la Prêle des marais (Equisetum palustre) et la  Scolopendre (Asplenium scolopendrium).

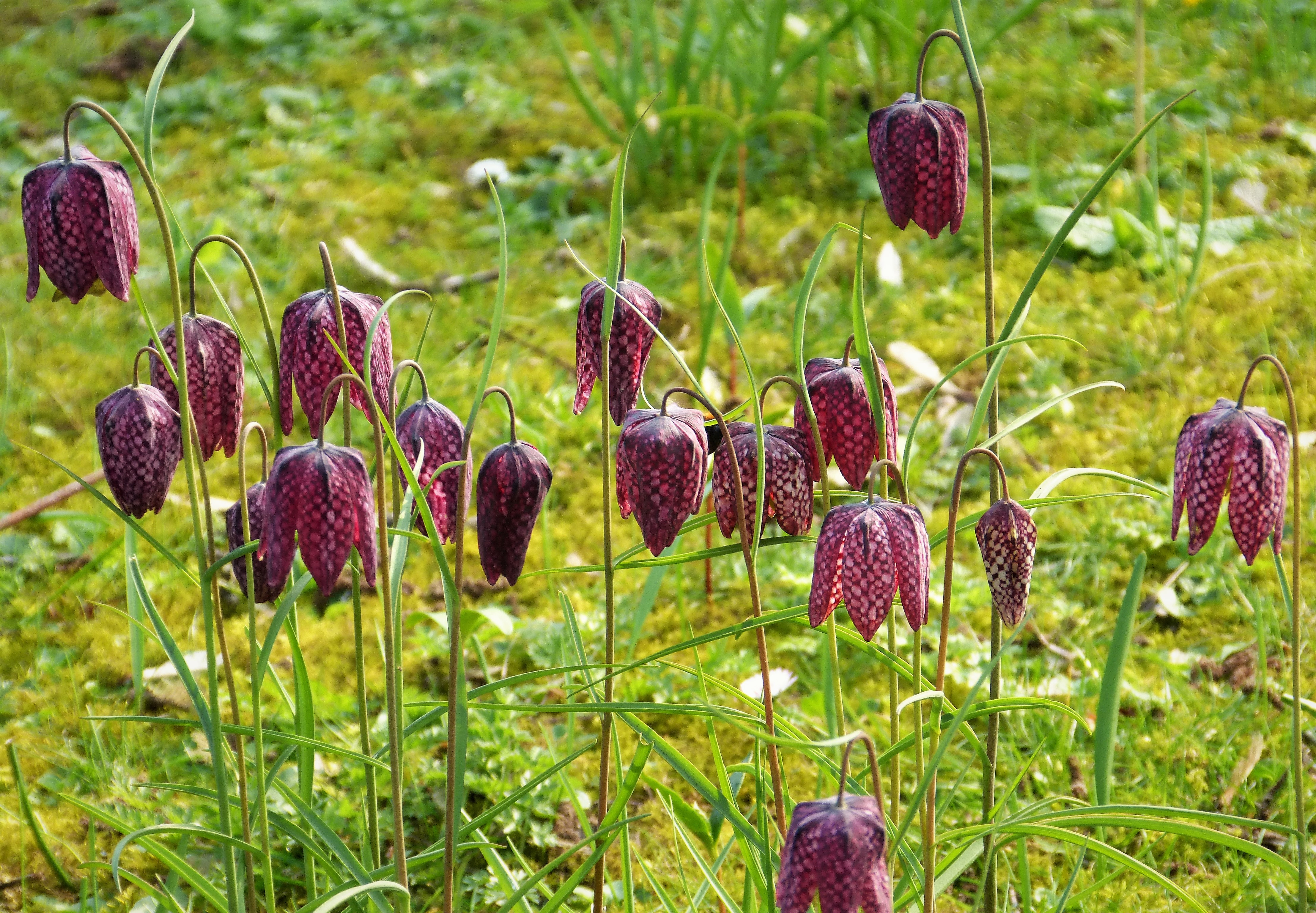
Fritillaires pintades.
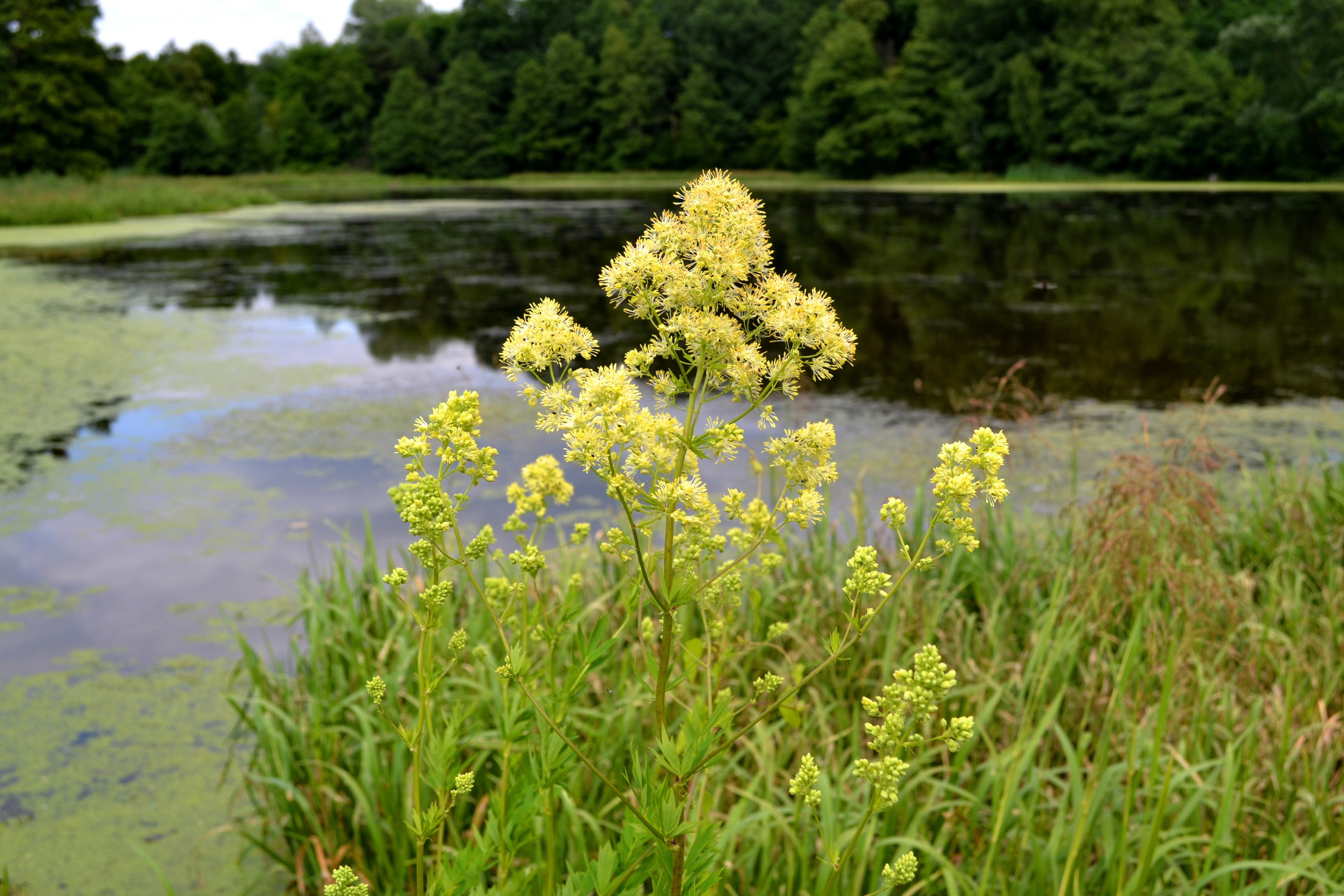
Pigamon jaune.
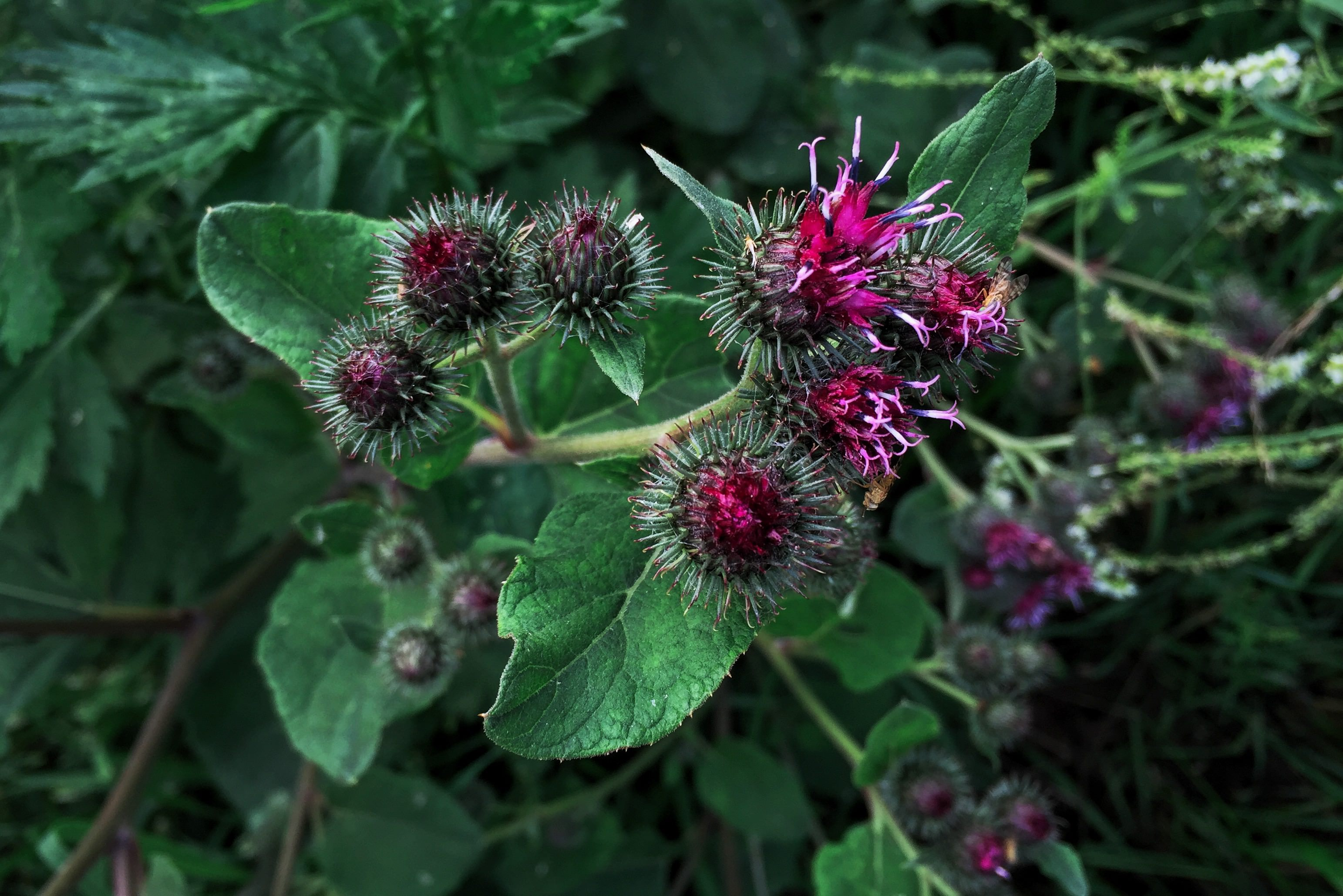
Grande bardane.
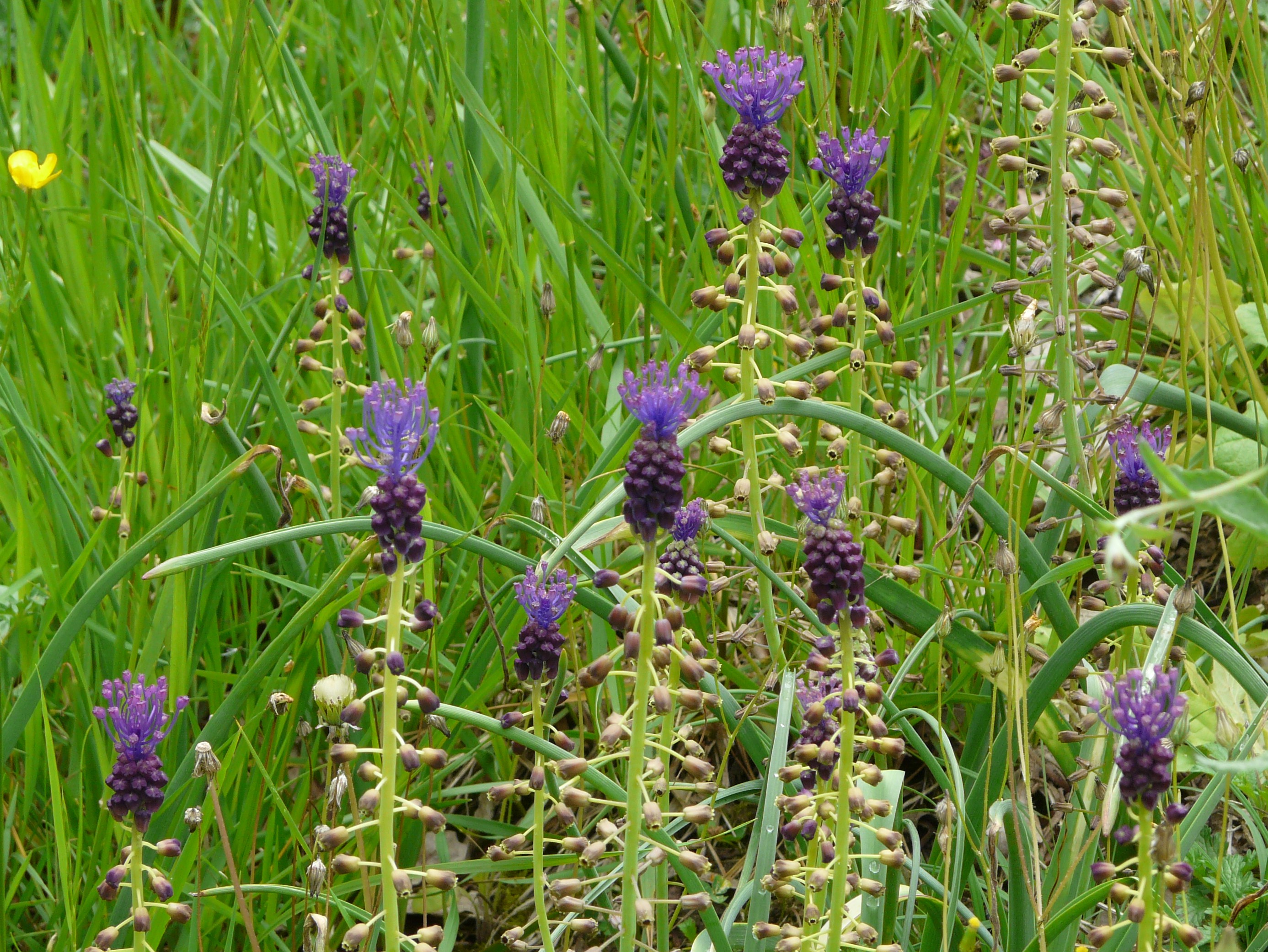
Muscaris à toupets.
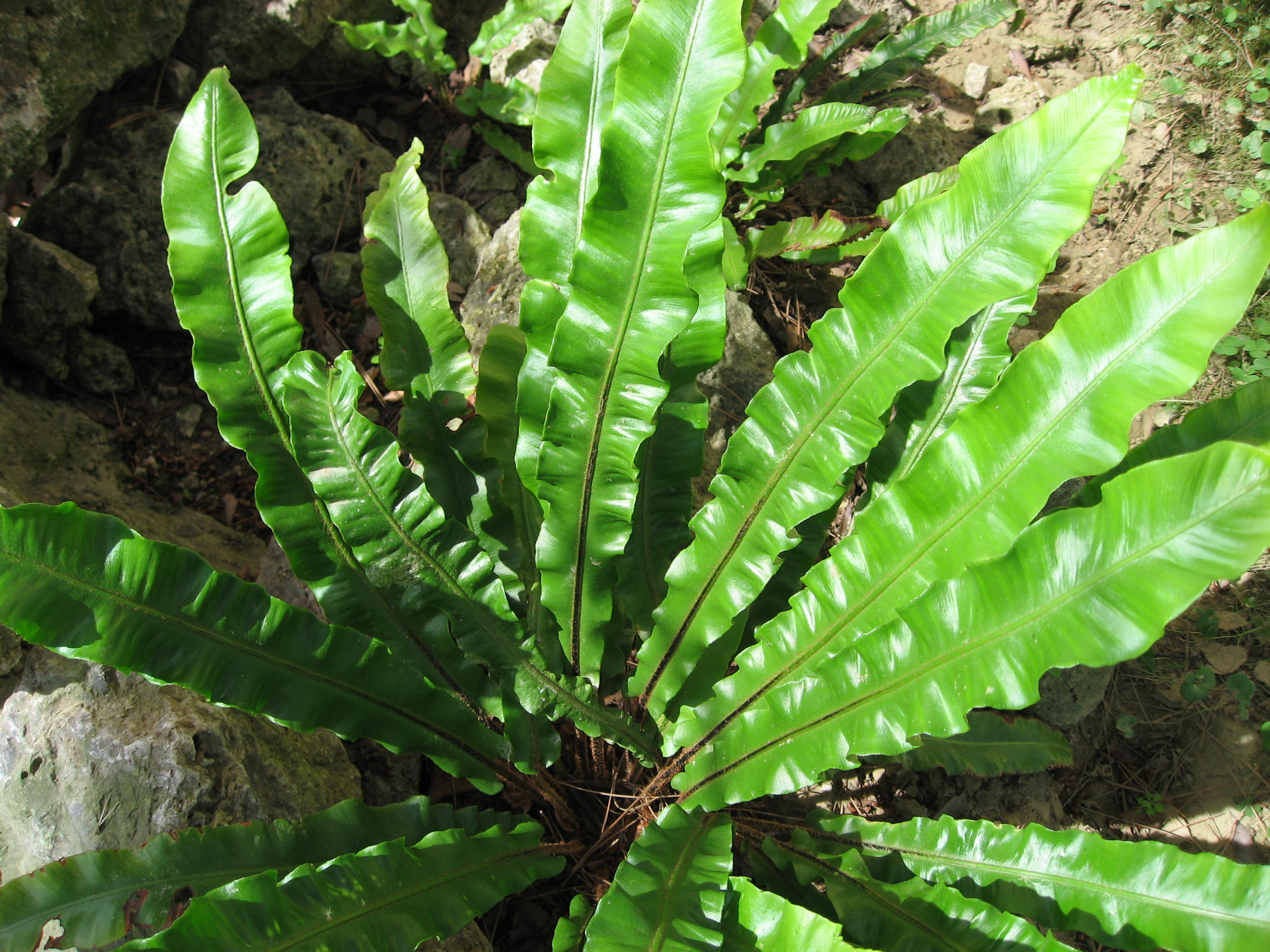
Scolopendre.

## Espaces connexes
La ZNIEFF « Marais alcalins de la vallée de la Nizonne » est incluse dans une autre ZNIEFF de type II bien plus étendue « Vallée de la Nizonne » qui, tout en restant à l'intérieur du département de la Dordogne, concerne les vallées de la Belle, de la Pude et de la Nizonne/Lizonne jusqu'à la confluence de cette dernière avec la Sauvanie, ainsi que certains de leurs affluents et certains coteaux qui les bordent,.
Au niveau des espèces déterminantes animales, on y retrouve plusieurs mêmes espèces : les deux amphibiens, les sept insectes et le reptile. Pour les mammifères, la Loutre d'Europe et le Vison d'Europe sont également présents aux côtés de dix-huit espèces de chauves-souris supplémentaires. D'autres espèces animales supplémentaires y ont été répertoriées : deux amphibiens, trois insectes, trois mammifères, cinquante-trois oiseaux et trois reptiles.
De nombreuses espèces supplémentaires végétales y ont été répertoriées : cinq espèces déterminantes : l'Hélianthème d'Italie (Helianthemum oelandicum), l'Orchis à fleurs lâches (Anacamptis laxiflora), l'Orpin de Nice (Sedum sediforme), la Sabline des chaumes (Arenaria controversa) et le Scirpe des bois (Scirpus sylvaticus), ainsi que 70 autres plantes.